# RacCS203
forme
Classification phylogénétique
- Espèce : SARSr-CoV
  - 
    - 
      -  SARSr-CoV WIV1
      -  SARSr-CoV RsSHC014

    -  SARS-CoV-1 (agent du SRAS)

  - 
    -  SARSr-CoV RaTG13
    -  SARS-CoV-2 (agent de la COVID-19)[1]

- chauve-souris
- humain

Le Coronavirus de chauve-souris RmYN02 lié au SRAS ou Bat SL-CoV-RmYN02 est une souche de coronavirus lié au syndrome respiratoire aigu sévère qui infecte la chauve-souris Rhinolophus acuminatus et qui a été prélevé dans des sites de Thaïlande. Cette souche a une similitude de 91,5 % avec le SARS-CoV-2 et est la plus proche de la souche RmYN02,.

## Position phylogénétique
L'arbre phylogénétique de la branche des coronavirus apparentés au SARS-CoV-2, tel qu'obtenu sur la base du gène RdRp, est le suivant,, :
|  | SL-ZXC21, 88 %, Rhinolophus pusillus, Zhoushan, Zhejiang (récolté en 2015, publié en 2018) |
|  |                                                                                            |
|  | SL-ZC45, 88 %, Rhinolophus pusillus, Zhoushan, Zhejiang (récolté en 2017, publié en 2018)  |
|  |                                                                                            |

|  | RmYN02, 93,3 %, Rhinolophus malayanus, Mengla, Yunnan (récolté en juin 2019, publié en 2020) |
|  |                                                                                              |
|  | RpYN06, 94.4 %, Rhinolophus pusillus, Mengla, Yunnan (récolté en mai 2020, publié en 2021)   |
|  |                                                                                              |

|  | RshSTT182, 92,6 %, Rhinolophus shameli, Stoeng Treng, Cambodge (récolté en 2010, publié en 2021) |
|  |                                                                                                  |
|  | RaTG13, 96,1 %, Rhinolophus affinis, Mojiang, Yunnan (récolté en 2013, publié en 2020)           |
|  |                                                                                                  |

|  | RmYN02, 93,3 %, Rhinolophus malayanus, Mengla, Yunnan (récolté en juin 2019, publié en 2020) |
|  |                                                                                              |
|  | RpYN06, 94.4 %, Rhinolophus pusillus, Mengla, Yunnan (récolté en mai 2020, publié en 2021)   |
|  |                                                                                              |

|  | RshSTT182, 92,6 %, Rhinolophus shameli, Stoeng Treng, Cambodge (récolté en 2010, publié en 2021) |
|  |                                                                                                  |
|  | RaTG13, 96,1 %, Rhinolophus affinis, Mojiang, Yunnan (récolté en 2013, publié en 2020)           |
|  |                                                                                                  |

|  | RmYN02, 93,3 %, Rhinolophus malayanus, Mengla, Yunnan (récolté en juin 2019, publié en 2020) |
|  |                                                                                              |
|  | RpYN06, 94.4 %, Rhinolophus pusillus, Mengla, Yunnan (récolté en mai 2020, publié en 2021)   |
|  |                                                                                              |

|  | RshSTT182, 92,6 %, Rhinolophus shameli, Stoeng Treng, Cambodge (récolté en 2010, publié en 2021) |
|  |                                                                                                  |
|  | RaTG13, 96,1 %, Rhinolophus affinis, Mojiang, Yunnan (récolté en 2013, publié en 2020)           |
|  |                                                                                                  |

|  | RmYN02, 93,3 %, Rhinolophus malayanus, Mengla, Yunnan (récolté en juin 2019, publié en 2020) |
|  |                                                                                              |
|  | RpYN06, 94.4 %, Rhinolophus pusillus, Mengla, Yunnan (récolté en mai 2020, publié en 2021)   |
|  |                                                                                              |

|  | RshSTT182, 92,6 %, Rhinolophus shameli, Stoeng Treng, Cambodge (récolté en 2010, publié en 2021) |
|  |                                                                                                  |
|  | RaTG13, 96,1 %, Rhinolophus affinis, Mojiang, Yunnan (récolté en 2013, publié en 2020)           |
|  |                                                                                                  |

|  | RmYN02, 93,3 %, Rhinolophus malayanus, Mengla, Yunnan (récolté en juin 2019, publié en 2020) |
|  |                                                                                              |
|  | RpYN06, 94.4 %, Rhinolophus pusillus, Mengla, Yunnan (récolté en mai 2020, publié en 2021)   |
|  |                                                                                              |

|  | RshSTT182, 92,6 %, Rhinolophus shameli, Stoeng Treng, Cambodge (récolté en 2010, publié en 2021) |
|  |                                                                                                  |
|  | RaTG13, 96,1 %, Rhinolophus affinis, Mojiang, Yunnan (récolté en 2013, publié en 2020)           |
|  |                                                                                                  |

|  | RmYN02, 93,3 %, Rhinolophus malayanus, Mengla, Yunnan (récolté en juin 2019, publié en 2020) |
|  |                                                                                              |
|  | RpYN06, 94.4 %, Rhinolophus pusillus, Mengla, Yunnan (récolté en mai 2020, publié en 2021)   |
|  |                                                                                              |

|  | RshSTT182, 92,6 %, Rhinolophus shameli, Stoeng Treng, Cambodge (récolté en 2010, publié en 2021) |
|  |                                                                                                  |
|  | RaTG13, 96,1 %, Rhinolophus affinis, Mojiang, Yunnan (récolté en 2013, publié en 2020)           |
|  |                                                                                                  |

|  | RmYN02, 93,3 %, Rhinolophus malayanus, Mengla, Yunnan (récolté en juin 2019, publié en 2020) |
|  |                                                                                              |
|  | RpYN06, 94.4 %, Rhinolophus pusillus, Mengla, Yunnan (récolté en mai 2020, publié en 2021)   |
|  |                                                                                              |

|  | RshSTT182, 92,6 %, Rhinolophus shameli, Stoeng Treng, Cambodge (récolté en 2010, publié en 2021) |
|  |                                                                                                  |
|  | RaTG13, 96,1 %, Rhinolophus affinis, Mojiang, Yunnan (récolté en 2013, publié en 2020)           |
|  |                                                                                                  |

|  | RmYN02, 93,3 %, Rhinolophus malayanus, Mengla, Yunnan (récolté en juin 2019, publié en 2020) |
|  |                                                                                              |
|  | RpYN06, 94.4 %, Rhinolophus pusillus, Mengla, Yunnan (récolté en mai 2020, publié en 2021)   |
|  |                                                                                              |

|  | RshSTT182, 92,6 %, Rhinolophus shameli, Stoeng Treng, Cambodge (récolté en 2010, publié en 2021) |
|  |                                                                                                  |
|  | RaTG13, 96,1 %, Rhinolophus affinis, Mojiang, Yunnan (récolté en 2013, publié en 2020)           |
|  |                                                                                                  |

|  | RmYN02, 93,3 %, Rhinolophus malayanus, Mengla, Yunnan (récolté en juin 2019, publié en 2020) |
|  |                                                                                              |
|  | RpYN06, 94.4 %, Rhinolophus pusillus, Mengla, Yunnan (récolté en mai 2020, publié en 2021)   |
|  |                                                                                              |

|  | RshSTT182, 92,6 %, Rhinolophus shameli, Stoeng Treng, Cambodge (récolté en 2010, publié en 2021) |
|  |                                                                                                  |
|  | RaTG13, 96,1 %, Rhinolophus affinis, Mojiang, Yunnan (récolté en 2013, publié en 2020)           |
|  |                                                                                                  |

|  | RmYN02, 93,3 %, Rhinolophus malayanus, Mengla, Yunnan (récolté en juin 2019, publié en 2020) |
|  |                                                                                              |
|  | RpYN06, 94.4 %, Rhinolophus pusillus, Mengla, Yunnan (récolté en mai 2020, publié en 2021)   |
|  |                                                                                              |

|  | RshSTT182, 92,6 %, Rhinolophus shameli, Stoeng Treng, Cambodge (récolté en 2010, publié en 2021) |
|  |                                                                                                  |
|  | RaTG13, 96,1 %, Rhinolophus affinis, Mojiang, Yunnan (récolté en 2013, publié en 2020)           |
|  |                                                                                                  |

|  | RmYN02, 93,3 %, Rhinolophus malayanus, Mengla, Yunnan (récolté en juin 2019, publié en 2020) |
|  |                                                                                              |
|  | RpYN06, 94.4 %, Rhinolophus pusillus, Mengla, Yunnan (récolté en mai 2020, publié en 2021)   |
|  |                                                                                              |

|  | RshSTT182, 92,6 %, Rhinolophus shameli, Stoeng Treng, Cambodge (récolté en 2010, publié en 2021) |
|  |                                                                                                  |
|  | RaTG13, 96,1 %, Rhinolophus affinis, Mojiang, Yunnan (récolté en 2013, publié en 2020)           |
|  |                                                                                                  |

|  | RmYN02, 93,3 %, Rhinolophus malayanus, Mengla, Yunnan (récolté en juin 2019, publié en 2020) |
|  |                                                                                              |
|  | RpYN06, 94.4 %, Rhinolophus pusillus, Mengla, Yunnan (récolté en mai 2020, publié en 2021)   |
|  |                                                                                              |

|  | RshSTT182, 92,6 %, Rhinolophus shameli, Stoeng Treng, Cambodge (récolté en 2010, publié en 2021) |
|  |                                                                                                  |
|  | RaTG13, 96,1 %, Rhinolophus affinis, Mojiang, Yunnan (récolté en 2013, publié en 2020)           |
|  |                                                                                                  |

|  | RmYN02, 93,3 %, Rhinolophus malayanus, Mengla, Yunnan (récolté en juin 2019, publié en 2020) |
|  |                                                                                              |
|  | RpYN06, 94.4 %, Rhinolophus pusillus, Mengla, Yunnan (récolté en mai 2020, publié en 2021)   |
|  |                                                                                              |

|  | RshSTT182, 92,6 %, Rhinolophus shameli, Stoeng Treng, Cambodge (récolté en 2010, publié en 2021) |
|  |                                                                                                  |
|  | RaTG13, 96,1 %, Rhinolophus affinis, Mojiang, Yunnan (récolté en 2013, publié en 2020)           |
|  |                                                                                                  |

|  | RmYN02, 93,3 %, Rhinolophus malayanus, Mengla, Yunnan (récolté en juin 2019, publié en 2020) |
|  |                                                                                              |
|  | RpYN06, 94.4 %, Rhinolophus pusillus, Mengla, Yunnan (récolté en mai 2020, publié en 2021)   |
|  |                                                                                              |

|  | RshSTT182, 92,6 %, Rhinolophus shameli, Stoeng Treng, Cambodge (récolté en 2010, publié en 2021) |
|  |                                                                                                  |
|  | RaTG13, 96,1 %, Rhinolophus affinis, Mojiang, Yunnan (récolté en 2013, publié en 2020)           |
|  |                                                                                                  |

|  | RmYN02, 93,3 %, Rhinolophus malayanus, Mengla, Yunnan (récolté en juin 2019, publié en 2020) |
|  |                                                                                              |
|  | RpYN06, 94.4 %, Rhinolophus pusillus, Mengla, Yunnan (récolté en mai 2020, publié en 2021)   |
|  |                                                                                              |

|  | RshSTT182, 92,6 %, Rhinolophus shameli, Stoeng Treng, Cambodge (récolté en 2010, publié en 2021) |
|  |                                                                                                  |
|  | RaTG13, 96,1 %, Rhinolophus affinis, Mojiang, Yunnan (récolté en 2013, publié en 2020)           |
|  |                                                                                                  |

|  | RmYN02, 93,3 %, Rhinolophus malayanus, Mengla, Yunnan (récolté en juin 2019, publié en 2020) |
|  |                                                                                              |
|  | RpYN06, 94.4 %, Rhinolophus pusillus, Mengla, Yunnan (récolté en mai 2020, publié en 2021)   |
|  |                                                                                              |

|  | RshSTT182, 92,6 %, Rhinolophus shameli, Stoeng Treng, Cambodge (récolté en 2010, publié en 2021) |
|  |                                                                                                  |
|  | RaTG13, 96,1 %, Rhinolophus affinis, Mojiang, Yunnan (récolté en 2013, publié en 2020)           |
|  |                                                                                                  |

|  | RmYN02, 93,3 %, Rhinolophus malayanus, Mengla, Yunnan (récolté en juin 2019, publié en 2020) |
|  |                                                                                              |
|  | RpYN06, 94.4 %, Rhinolophus pusillus, Mengla, Yunnan (récolté en mai 2020, publié en 2021)   |
|  |                                                                                              |

|  | RshSTT182, 92,6 %, Rhinolophus shameli, Stoeng Treng, Cambodge (récolté en 2010, publié en 2021) |
|  |                                                                                                  |
|  | RaTG13, 96,1 %, Rhinolophus affinis, Mojiang, Yunnan (récolté en 2013, publié en 2020)           |
|  |                                                                                                  |

|  | RmYN02, 93,3 %, Rhinolophus malayanus, Mengla, Yunnan (récolté en juin 2019, publié en 2020) |
|  |                                                                                              |
|  | RpYN06, 94.4 %, Rhinolophus pusillus, Mengla, Yunnan (récolté en mai 2020, publié en 2021)   |
|  |                                                                                              |

|  | RshSTT182, 92,6 %, Rhinolophus shameli, Stoeng Treng, Cambodge (récolté en 2010, publié en 2021) |
|  |                                                                                                  |
|  | RaTG13, 96,1 %, Rhinolophus affinis, Mojiang, Yunnan (récolté en 2013, publié en 2020)           |
|  |                                                                                                  |

|  | RmYN02, 93,3 %, Rhinolophus malayanus, Mengla, Yunnan (récolté en juin 2019, publié en 2020) |
|  |                                                                                              |
|  | RpYN06, 94.4 %, Rhinolophus pusillus, Mengla, Yunnan (récolté en mai 2020, publié en 2021)   |
|  |                                                                                              |

|  | RshSTT182, 92,6 %, Rhinolophus shameli, Stoeng Treng, Cambodge (récolté en 2010, publié en 2021) |
|  |                                                                                                  |
|  | RaTG13, 96,1 %, Rhinolophus affinis, Mojiang, Yunnan (récolté en 2013, publié en 2020)           |
|  |                                                                                                  |

|  | RmYN02, 93,3 %, Rhinolophus malayanus, Mengla, Yunnan (récolté en juin 2019, publié en 2020) |
|  |                                                                                              |
|  | RpYN06, 94.4 %, Rhinolophus pusillus, Mengla, Yunnan (récolté en mai 2020, publié en 2021)   |
|  |                                                                                              |

|  | RshSTT182, 92,6 %, Rhinolophus shameli, Stoeng Treng, Cambodge (récolté en 2010, publié en 2021) |
|  |                                                                                                  |
|  | RaTG13, 96,1 %, Rhinolophus affinis, Mojiang, Yunnan (récolté en 2013, publié en 2020)           |
|  |                                                                                                  |

|  | RmYN02, 93,3 %, Rhinolophus malayanus, Mengla, Yunnan (récolté en juin 2019, publié en 2020) |
|  |                                                                                              |
|  | RpYN06, 94.4 %, Rhinolophus pusillus, Mengla, Yunnan (récolté en mai 2020, publié en 2021)   |
|  |                                                                                              |

|  | RshSTT182, 92,6 %, Rhinolophus shameli, Stoeng Treng, Cambodge (récolté en 2010, publié en 2021) |
|  |                                                                                                  |
|  | RaTG13, 96,1 %, Rhinolophus affinis, Mojiang, Yunnan (récolté en 2013, publié en 2020)           |
|  |                                                                                                  |

|  | RmYN02, 93,3 %, Rhinolophus malayanus, Mengla, Yunnan (récolté en juin 2019, publié en 2020) |
|  |                                                                                              |
|  | RpYN06, 94.4 %, Rhinolophus pusillus, Mengla, Yunnan (récolté en mai 2020, publié en 2021)   |
|  |                                                                                              |

|  | RshSTT182, 92,6 %, Rhinolophus shameli, Stoeng Treng, Cambodge (récolté en 2010, publié en 2021) |
|  |                                                                                                  |
|  | RaTG13, 96,1 %, Rhinolophus affinis, Mojiang, Yunnan (récolté en 2013, publié en 2020)           |
|  |                                                                                                  |

|  | RmYN02, 93,3 %, Rhinolophus malayanus, Mengla, Yunnan (récolté en juin 2019, publié en 2020) |
|  |                                                                                              |
|  | RpYN06, 94.4 %, Rhinolophus pusillus, Mengla, Yunnan (récolté en mai 2020, publié en 2021)   |
|  |                                                                                              |

|  | RshSTT182, 92,6 %, Rhinolophus shameli, Stoeng Treng, Cambodge (récolté en 2010, publié en 2021) |
|  |                                                                                                  |
|  | RaTG13, 96,1 %, Rhinolophus affinis, Mojiang, Yunnan (récolté en 2013, publié en 2020)           |
|  |                                                                                                  |

|  | RmYN02, 93,3 %, Rhinolophus malayanus, Mengla, Yunnan (récolté en juin 2019, publié en 2020) |
|  |                                                                                              |
|  | RpYN06, 94.4 %, Rhinolophus pusillus, Mengla, Yunnan (récolté en mai 2020, publié en 2021)   |
|  |                                                                                              |

|  | RshSTT182, 92,6 %, Rhinolophus shameli, Stoeng Treng, Cambodge (récolté en 2010, publié en 2021) |
|  |                                                                                                  |
|  | RaTG13, 96,1 %, Rhinolophus affinis, Mojiang, Yunnan (récolté en 2013, publié en 2020)           |
|  |                                                                                                  |

|  | RmYN02, 93,3 %, Rhinolophus malayanus, Mengla, Yunnan (récolté en juin 2019, publié en 2020) |
|  |                                                                                              |
|  | RpYN06, 94.4 %, Rhinolophus pusillus, Mengla, Yunnan (récolté en mai 2020, publié en 2021)   |
|  |                                                                                              |

|  | RshSTT182, 92,6 %, Rhinolophus shameli, Stoeng Treng, Cambodge (récolté en 2010, publié en 2021) |
|  |                                                                                                  |
|  | RaTG13, 96,1 %, Rhinolophus affinis, Mojiang, Yunnan (récolté en 2013, publié en 2020)           |
|  |                                                                                                  |

|  | RmYN02, 93,3 %, Rhinolophus malayanus, Mengla, Yunnan (récolté en juin 2019, publié en 2020) |
|  |                                                                                              |
|  | RpYN06, 94.4 %, Rhinolophus pusillus, Mengla, Yunnan (récolté en mai 2020, publié en 2021)   |
|  |                                                                                              |

|  | RshSTT182, 92,6 %, Rhinolophus shameli, Stoeng Treng, Cambodge (récolté en 2010, publié en 2021) |
|  |                                                                                                  |
|  | RaTG13, 96,1 %, Rhinolophus affinis, Mojiang, Yunnan (récolté en 2013, publié en 2020)           |
|  |                                                                                                  |

|  | RmYN02, 93,3 %, Rhinolophus malayanus, Mengla, Yunnan (récolté en juin 2019, publié en 2020) |
|  |                                                                                              |
|  | RpYN06, 94.4 %, Rhinolophus pusillus, Mengla, Yunnan (récolté en mai 2020, publié en 2021)   |
|  |                                                                                              |

|  | RshSTT182, 92,6 %, Rhinolophus shameli, Stoeng Treng, Cambodge (récolté en 2010, publié en 2021) |
|  |                                                                                                  |
|  | RaTG13, 96,1 %, Rhinolophus affinis, Mojiang, Yunnan (récolté en 2013, publié en 2020)           |
|  |                                                                                                  |

|  | RmYN02, 93,3 %, Rhinolophus malayanus, Mengla, Yunnan (récolté en juin 2019, publié en 2020) |
|  |                                                                                              |
|  | RpYN06, 94.4 %, Rhinolophus pusillus, Mengla, Yunnan (récolté en mai 2020, publié en 2021)   |
|  |                                                                                              |

|  | RshSTT182, 92,6 %, Rhinolophus shameli, Stoeng Treng, Cambodge (récolté en 2010, publié en 2021) |
|  |                                                                                                  |
|  | RaTG13, 96,1 %, Rhinolophus affinis, Mojiang, Yunnan (récolté en 2013, publié en 2020)           |
|  |                                                                                                  |

|  | RmYN02, 93,3 %, Rhinolophus malayanus, Mengla, Yunnan (récolté en juin 2019, publié en 2020) |
|  |                                                                                              |
|  | RpYN06, 94.4 %, Rhinolophus pusillus, Mengla, Yunnan (récolté en mai 2020, publié en 2021)   |
|  |                                                                                              |

|  | RshSTT182, 92,6 %, Rhinolophus shameli, Stoeng Treng, Cambodge (récolté en 2010, publié en 2021) |
|  |                                                                                                  |
|  | RaTG13, 96,1 %, Rhinolophus affinis, Mojiang, Yunnan (récolté en 2013, publié en 2020)           |
|  |                                                                                                  |

|  | RmYN02, 93,3 %, Rhinolophus malayanus, Mengla, Yunnan (récolté en juin 2019, publié en 2020) |
|  |                                                                                              |
|  | RpYN06, 94.4 %, Rhinolophus pusillus, Mengla, Yunnan (récolté en mai 2020, publié en 2021)   |
|  |                                                                                              |

|  | RshSTT182, 92,6 %, Rhinolophus shameli, Stoeng Treng, Cambodge (récolté en 2010, publié en 2021) |
|  |                                                                                                  |
|  | RaTG13, 96,1 %, Rhinolophus affinis, Mojiang, Yunnan (récolté en 2013, publié en 2020)           |
|  |                                                                                                  |

|  | RmYN02, 93,3 %, Rhinolophus malayanus, Mengla, Yunnan (récolté en juin 2019, publié en 2020) |
|  |                                                                                              |
|  | RpYN06, 94.4 %, Rhinolophus pusillus, Mengla, Yunnan (récolté en mai 2020, publié en 2021)   |
|  |                                                                                              |

|  | RshSTT182, 92,6 %, Rhinolophus shameli, Stoeng Treng, Cambodge (récolté en 2010, publié en 2021) |
|  |                                                                                                  |
|  | RaTG13, 96,1 %, Rhinolophus affinis, Mojiang, Yunnan (récolté en 2013, publié en 2020)           |
|  |                                                                                                  |

|  | RmYN02, 93,3 %, Rhinolophus malayanus, Mengla, Yunnan (récolté en juin 2019, publié en 2020) |
|  |                                                                                              |
|  | RpYN06, 94.4 %, Rhinolophus pusillus, Mengla, Yunnan (récolté en mai 2020, publié en 2021)   |
|  |                                                                                              |

|  | RshSTT182, 92,6 %, Rhinolophus shameli, Stoeng Treng, Cambodge (récolté en 2010, publié en 2021) |
|  |                                                                                                  |
|  | RaTG13, 96,1 %, Rhinolophus affinis, Mojiang, Yunnan (récolté en 2013, publié en 2020)           |
|  |                                                                                                  |

|  | RmYN02, 93,3 %, Rhinolophus malayanus, Mengla, Yunnan (récolté en juin 2019, publié en 2020) |
|  |                                                                                              |
|  | RpYN06, 94.4 %, Rhinolophus pusillus, Mengla, Yunnan (récolté en mai 2020, publié en 2021)   |
|  |                                                                                              |

|  | RshSTT182, 92,6 %, Rhinolophus shameli, Stoeng Treng, Cambodge (récolté en 2010, publié en 2021) |
|  |                                                                                                  |
|  | RaTG13, 96,1 %, Rhinolophus affinis, Mojiang, Yunnan (récolté en 2013, publié en 2020)           |
|  |                                                                                                  |

|  | RmYN02, 93,3 %, Rhinolophus malayanus, Mengla, Yunnan (récolté en juin 2019, publié en 2020) |
|  |                                                                                              |
|  | RpYN06, 94.4 %, Rhinolophus pusillus, Mengla, Yunnan (récolté en mai 2020, publié en 2021)   |
|  |                                                                                              |

|  | RshSTT182, 92,6 %, Rhinolophus shameli, Stoeng Treng, Cambodge (récolté en 2010, publié en 2021) |
|  |                                                                                                  |
|  | RaTG13, 96,1 %, Rhinolophus affinis, Mojiang, Yunnan (récolté en 2013, publié en 2020)           |
|  |                                                                                                  |

|  | RmYN02, 93,3 %, Rhinolophus malayanus, Mengla, Yunnan (récolté en juin 2019, publié en 2020) |
|  |                                                                                              |
|  | RpYN06, 94.4 %, Rhinolophus pusillus, Mengla, Yunnan (récolté en mai 2020, publié en 2021)   |
|  |                                                                                              |

|  | RshSTT182, 92,6 %, Rhinolophus shameli, Stoeng Treng, Cambodge (récolté en 2010, publié en 2021) |
|  |                                                                                                  |
|  | RaTG13, 96,1 %, Rhinolophus affinis, Mojiang, Yunnan (récolté en 2013, publié en 2020)           |
|  |                                                                                                  |

|  | RmYN02, 93,3 %, Rhinolophus malayanus, Mengla, Yunnan (récolté en juin 2019, publié en 2020) |
|  |                                                                                              |
|  | RpYN06, 94.4 %, Rhinolophus pusillus, Mengla, Yunnan (récolté en mai 2020, publié en 2021)   |
|  |                                                                                              |

|  | RshSTT182, 92,6 %, Rhinolophus shameli, Stoeng Treng, Cambodge (récolté en 2010, publié en 2021) |
|  |                                                                                                  |
|  | RaTG13, 96,1 %, Rhinolophus affinis, Mojiang, Yunnan (récolté en 2013, publié en 2020)           |
|  |                                                                                                  |

|  | RmYN02, 93,3 %, Rhinolophus malayanus, Mengla, Yunnan (récolté en juin 2019, publié en 2020) |
|  |                                                                                              |
|  | RpYN06, 94.4 %, Rhinolophus pusillus, Mengla, Yunnan (récolté en mai 2020, publié en 2021)   |
|  |                                                                                              |

|  | RshSTT182, 92,6 %, Rhinolophus shameli, Stoeng Treng, Cambodge (récolté en 2010, publié en 2021) |
|  |                                                                                                  |
|  | RaTG13, 96,1 %, Rhinolophus affinis, Mojiang, Yunnan (récolté en 2013, publié en 2020)           |
|  |                                                                                                  |

|  | RmYN02, 93,3 %, Rhinolophus malayanus, Mengla, Yunnan (récolté en juin 2019, publié en 2020) |
|  |                                                                                              |
|  | RpYN06, 94.4 %, Rhinolophus pusillus, Mengla, Yunnan (récolté en mai 2020, publié en 2021)   |
|  |                                                                                              |

|  | RshSTT182, 92,6 %, Rhinolophus shameli, Stoeng Treng, Cambodge (récolté en 2010, publié en 2021) |
|  |                                                                                                  |
|  | RaTG13, 96,1 %, Rhinolophus affinis, Mojiang, Yunnan (récolté en 2013, publié en 2020)           |
|  |                                                                                                  |

|  | RmYN02, 93,3 %, Rhinolophus malayanus, Mengla, Yunnan (récolté en juin 2019, publié en 2020) |
|  |                                                                                              |
|  | RpYN06, 94.4 %, Rhinolophus pusillus, Mengla, Yunnan (récolté en mai 2020, publié en 2021)   |
|  |                                                                                              |

|  | RshSTT182, 92,6 %, Rhinolophus shameli, Stoeng Treng, Cambodge (récolté en 2010, publié en 2021) |
|  |                                                                                                  |
|  | RaTG13, 96,1 %, Rhinolophus affinis, Mojiang, Yunnan (récolté en 2013, publié en 2020)           |
|  |                                                                                                  |

|  | RmYN02, 93,3 %, Rhinolophus malayanus, Mengla, Yunnan (récolté en juin 2019, publié en 2020) |
|  |                                                                                              |
|  | RpYN06, 94.4 %, Rhinolophus pusillus, Mengla, Yunnan (récolté en mai 2020, publié en 2021)   |
|  |                                                                                              |

|  | RshSTT182, 92,6 %, Rhinolophus shameli, Stoeng Treng, Cambodge (récolté en 2010, publié en 2021) |
|  |                                                                                                  |
|  | RaTG13, 96,1 %, Rhinolophus affinis, Mojiang, Yunnan (récolté en 2013, publié en 2020)           |
|  |                                                                                                  |

|  | RmYN02, 93,3 %, Rhinolophus malayanus, Mengla, Yunnan (récolté en juin 2019, publié en 2020) |
|  |                                                                                              |
|  | RpYN06, 94.4 %, Rhinolophus pusillus, Mengla, Yunnan (récolté en mai 2020, publié en 2021)   |
|  |                                                                                              |

|  | RshSTT182, 92,6 %, Rhinolophus shameli, Stoeng Treng, Cambodge (récolté en 2010, publié en 2021) |
|  |                                                                                                  |
|  | RaTG13, 96,1 %, Rhinolophus affinis, Mojiang, Yunnan (récolté en 2013, publié en 2020)           |
|  |                                                                                                  |

|  | RmYN02, 93,3 %, Rhinolophus malayanus, Mengla, Yunnan (récolté en juin 2019, publié en 2020) |
|  |                                                                                              |
|  | RpYN06, 94.4 %, Rhinolophus pusillus, Mengla, Yunnan (récolté en mai 2020, publié en 2021)   |
|  |                                                                                              |

|  | RshSTT182, 92,6 %, Rhinolophus shameli, Stoeng Treng, Cambodge (récolté en 2010, publié en 2021) |
|  |                                                                                                  |
|  | RaTG13, 96,1 %, Rhinolophus affinis, Mojiang, Yunnan (récolté en 2013, publié en 2020)           |
|  |                                                                                                  |

|  | RmYN02, 93,3 %, Rhinolophus malayanus, Mengla, Yunnan (récolté en juin 2019, publié en 2020) |
|  |                                                                                              |
|  | RpYN06, 94.4 %, Rhinolophus pusillus, Mengla, Yunnan (récolté en mai 2020, publié en 2021)   |
|  |                                                                                              |

|  | RshSTT182, 92,6 %, Rhinolophus shameli, Stoeng Treng, Cambodge (récolté en 2010, publié en 2021) |
|  |                                                                                                  |
|  | RaTG13, 96,1 %, Rhinolophus affinis, Mojiang, Yunnan (récolté en 2013, publié en 2020)           |
|  |                                                                                                  |

|  | RmYN02, 93,3 %, Rhinolophus malayanus, Mengla, Yunnan (récolté en juin 2019, publié en 2020) |
|  |                                                                                              |
|  | RpYN06, 94.4 %, Rhinolophus pusillus, Mengla, Yunnan (récolté en mai 2020, publié en 2021)   |
|  |                                                                                              |

|  | RshSTT182, 92,6 %, Rhinolophus shameli, Stoeng Treng, Cambodge (récolté en 2010, publié en 2021) |
|  |                                                                                                  |
|  | RaTG13, 96,1 %, Rhinolophus affinis, Mojiang, Yunnan (récolté en 2013, publié en 2020)           |
|  |                                                                                                  |

|  | RmYN02, 93,3 %, Rhinolophus malayanus, Mengla, Yunnan (récolté en juin 2019, publié en 2020) |
|  |                                                                                              |
|  | RpYN06, 94.4 %, Rhinolophus pusillus, Mengla, Yunnan (récolté en mai 2020, publié en 2021)   |
|  |                                                                                              |

|  | RshSTT182, 92,6 %, Rhinolophus shameli, Stoeng Treng, Cambodge (récolté en 2010, publié en 2021) |
|  |                                                                                                  |
|  | RaTG13, 96,1 %, Rhinolophus affinis, Mojiang, Yunnan (récolté en 2013, publié en 2020)           |
|  |                                                                                                  |

|  | RmYN02, 93,3 %, Rhinolophus malayanus, Mengla, Yunnan (récolté en juin 2019, publié en 2020) |
|  |                                                                                              |
|  | RpYN06, 94.4 %, Rhinolophus pusillus, Mengla, Yunnan (récolté en mai 2020, publié en 2021)   |
|  |                                                                                              |

|  | RshSTT182, 92,6 %, Rhinolophus shameli, Stoeng Treng, Cambodge (récolté en 2010, publié en 2021) |
|  |                                                                                                  |
|  | RaTG13, 96,1 %, Rhinolophus affinis, Mojiang, Yunnan (récolté en 2013, publié en 2020)           |
|  |                                                                                                  |

|  | RmYN02, 93,3 %, Rhinolophus malayanus, Mengla, Yunnan (récolté en juin 2019, publié en 2020) |
|  |                                                                                              |
|  | RpYN06, 94.4 %, Rhinolophus pusillus, Mengla, Yunnan (récolté en mai 2020, publié en 2021)   |
|  |                                                                                              |

|  | RshSTT182, 92,6 %, Rhinolophus shameli, Stoeng Treng, Cambodge (récolté en 2010, publié en 2021) |
|  |                                                                                                  |
|  | RaTG13, 96,1 %, Rhinolophus affinis, Mojiang, Yunnan (récolté en 2013, publié en 2020)           |
|  |                                                                                                  |

|  | RmYN02, 93,3 %, Rhinolophus malayanus, Mengla, Yunnan (récolté en juin 2019, publié en 2020) |
|  |                                                                                              |
|  | RpYN06, 94.4 %, Rhinolophus pusillus, Mengla, Yunnan (récolté en mai 2020, publié en 2021)   |
|  |                                                                                              |

|  | RshSTT182, 92,6 %, Rhinolophus shameli, Stoeng Treng, Cambodge (récolté en 2010, publié en 2021) |
|  |                                                                                                  |
|  | RaTG13, 96,1 %, Rhinolophus affinis, Mojiang, Yunnan (récolté en 2013, publié en 2020)           |
|  |                                                                                                  |

|  | RmYN02, 93,3 %, Rhinolophus malayanus, Mengla, Yunnan (récolté en juin 2019, publié en 2020) |
|  |                                                                                              |
|  | RpYN06, 94.4 %, Rhinolophus pusillus, Mengla, Yunnan (récolté en mai 2020, publié en 2021)   |
|  |                                                                                              |

|  | RshSTT182, 92,6 %, Rhinolophus shameli, Stoeng Treng, Cambodge (récolté en 2010, publié en 2021) |
|  |                                                                                                  |
|  | RaTG13, 96,1 %, Rhinolophus affinis, Mojiang, Yunnan (récolté en 2013, publié en 2020)           |
|  |                                                                                                  |

|  | RmYN02, 93,3 %, Rhinolophus malayanus, Mengla, Yunnan (récolté en juin 2019, publié en 2020) |
|  |                                                                                              |
|  | RpYN06, 94.4 %, Rhinolophus pusillus, Mengla, Yunnan (récolté en mai 2020, publié en 2021)   |
|  |                                                                                              |

|  | RshSTT182, 92,6 %, Rhinolophus shameli, Stoeng Treng, Cambodge (récolté en 2010, publié en 2021) |
|  |                                                                                                  |
|  | RaTG13, 96,1 %, Rhinolophus affinis, Mojiang, Yunnan (récolté en 2013, publié en 2020)           |
|  |                                                                                                  |

|  | RmYN02, 93,3 %, Rhinolophus malayanus, Mengla, Yunnan (récolté en juin 2019, publié en 2020) |
|  |                                                                                              |
|  | RpYN06, 94.4 %, Rhinolophus pusillus, Mengla, Yunnan (récolté en mai 2020, publié en 2021)   |
|  |                                                                                              |

|  | RshSTT182, 92,6 %, Rhinolophus shameli, Stoeng Treng, Cambodge (récolté en 2010, publié en 2021) |
|  |                                                                                                  |
|  | RaTG13, 96,1 %, Rhinolophus affinis, Mojiang, Yunnan (récolté en 2013, publié en 2020)           |
|  |                                                                                                  |

|  | RmYN02, 93,3 %, Rhinolophus malayanus, Mengla, Yunnan (récolté en juin 2019, publié en 2020) |
|  |                                                                                              |
|  | RpYN06, 94.4 %, Rhinolophus pusillus, Mengla, Yunnan (récolté en mai 2020, publié en 2021)   |
|  |                                                                                              |

|  | RshSTT182, 92,6 %, Rhinolophus shameli, Stoeng Treng, Cambodge (récolté en 2010, publié en 2021) |
|  |                                                                                                  |
|  | RaTG13, 96,1 %, Rhinolophus affinis, Mojiang, Yunnan (récolté en 2013, publié en 2020)           |
|  |                                                                                                  |

|  | RmYN02, 93,3 %, Rhinolophus malayanus, Mengla, Yunnan (récolté en juin 2019, publié en 2020) |
|  |                                                                                              |
|  | RpYN06, 94.4 %, Rhinolophus pusillus, Mengla, Yunnan (récolté en mai 2020, publié en 2021)   |
|  |                                                                                              |

|  | RshSTT182, 92,6 %, Rhinolophus shameli, Stoeng Treng, Cambodge (récolté en 2010, publié en 2021) |
|  |                                                                                                  |
|  | RaTG13, 96,1 %, Rhinolophus affinis, Mojiang, Yunnan (récolté en 2013, publié en 2020)           |
|  |                                                                                                  |

|  | RmYN02, 93,3 %, Rhinolophus malayanus, Mengla, Yunnan (récolté en juin 2019, publié en 2020) |
|  |                                                                                              |
|  | RpYN06, 94.4 %, Rhinolophus pusillus, Mengla, Yunnan (récolté en mai 2020, publié en 2021)   |
|  |                                                                                              |

|  | RshSTT182, 92,6 %, Rhinolophus shameli, Stoeng Treng, Cambodge (récolté en 2010, publié en 2021) |
|  |                                                                                                  |
|  | RaTG13, 96,1 %, Rhinolophus affinis, Mojiang, Yunnan (récolté en 2013, publié en 2020)           |
|  |                                                                                                  |

|  | RmYN02, 93,3 %, Rhinolophus malayanus, Mengla, Yunnan (récolté en juin 2019, publié en 2020) |
|  |                                                                                              |
|  | RpYN06, 94.4 %, Rhinolophus pusillus, Mengla, Yunnan (récolté en mai 2020, publié en 2021)   |
|  |                                                                                              |

|  | RshSTT182, 92,6 %, Rhinolophus shameli, Stoeng Treng, Cambodge (récolté en 2010, publié en 2021) |
|  |                                                                                                  |
|  | RaTG13, 96,1 %, Rhinolophus affinis, Mojiang, Yunnan (récolté en 2013, publié en 2020)           |
|  |                                                                                                  |

|  | RmYN02, 93,3 %, Rhinolophus malayanus, Mengla, Yunnan (récolté en juin 2019, publié en 2020) |
|  |                                                                                              |
|  | RpYN06, 94.4 %, Rhinolophus pusillus, Mengla, Yunnan (récolté en mai 2020, publié en 2021)   |
|  |                                                                                              |

|  | RshSTT182, 92,6 %, Rhinolophus shameli, Stoeng Treng, Cambodge (récolté en 2010, publié en 2021) |
|  |                                                                                                  |
|  | RaTG13, 96,1 %, Rhinolophus affinis, Mojiang, Yunnan (récolté en 2013, publié en 2020)           |
|  |                                                                                                  |

|  | RmYN02, 93,3 %, Rhinolophus malayanus, Mengla, Yunnan (récolté en juin 2019, publié en 2020) |
|  |                                                                                              |
|  | RpYN06, 94.4 %, Rhinolophus pusillus, Mengla, Yunnan (récolté en mai 2020, publié en 2021)   |
|  |                                                                                              |

|  | RshSTT182, 92,6 %, Rhinolophus shameli, Stoeng Treng, Cambodge (récolté en 2010, publié en 2021) |
|  |                                                                                                  |
|  | RaTG13, 96,1 %, Rhinolophus affinis, Mojiang, Yunnan (récolté en 2013, publié en 2020)           |
|  |                                                                                                  |

|  | RmYN02, 93,3 %, Rhinolophus malayanus, Mengla, Yunnan (récolté en juin 2019, publié en 2020) |
|  |                                                                                              |
|  | RpYN06, 94.4 %, Rhinolophus pusillus, Mengla, Yunnan (récolté en mai 2020, publié en 2021)   |
|  |                                                                                              |

|  | RshSTT182, 92,6 %, Rhinolophus shameli, Stoeng Treng, Cambodge (récolté en 2010, publié en 2021) |
|  |                                                                                                  |
|  | RaTG13, 96,1 %, Rhinolophus affinis, Mojiang, Yunnan (récolté en 2013, publié en 2020)           |
|  |                                                                                                  |

|  | RmYN02, 93,3 %, Rhinolophus malayanus, Mengla, Yunnan (récolté en juin 2019, publié en 2020) |
|  |                                                                                              |
|  | RpYN06, 94.4 %, Rhinolophus pusillus, Mengla, Yunnan (récolté en mai 2020, publié en 2021)   |
|  |                                                                                              |

|  | RshSTT182, 92,6 %, Rhinolophus shameli, Stoeng Treng, Cambodge (récolté en 2010, publié en 2021) |
|  |                                                                                                  |
|  | RaTG13, 96,1 %, Rhinolophus affinis, Mojiang, Yunnan (récolté en 2013, publié en 2020)           |
|  |                                                                                                  |

|  | RmYN02, 93,3 %, Rhinolophus malayanus, Mengla, Yunnan (récolté en juin 2019, publié en 2020) |
|  |                                                                                              |
|  | RpYN06, 94.4 %, Rhinolophus pusillus, Mengla, Yunnan (récolté en mai 2020, publié en 2021)   |
|  |                                                                                              |

|  | RshSTT182, 92,6 %, Rhinolophus shameli, Stoeng Treng, Cambodge (récolté en 2010, publié en 2021) |
|  |                                                                                                  |
|  | RaTG13, 96,1 %, Rhinolophus affinis, Mojiang, Yunnan (récolté en 2013, publié en 2020)           |
|  |                                                                                                  |

|  | RmYN02, 93,3 %, Rhinolophus malayanus, Mengla, Yunnan (récolté en juin 2019, publié en 2020) |
|  |                                                                                              |
|  | RpYN06, 94.4 %, Rhinolophus pusillus, Mengla, Yunnan (récolté en mai 2020, publié en 2021)   |
|  |                                                                                              |

|  | RshSTT182, 92,6 %, Rhinolophus shameli, Stoeng Treng, Cambodge (récolté en 2010, publié en 2021) |
|  |                                                                                                  |
|  | RaTG13, 96,1 %, Rhinolophus affinis, Mojiang, Yunnan (récolté en 2013, publié en 2020)           |
|  |                                                                                                  |

|  | RmYN02, 93,3 %, Rhinolophus malayanus, Mengla, Yunnan (récolté en juin 2019, publié en 2020) |
|  |                                                                                              |
|  | RpYN06, 94.4 %, Rhinolophus pusillus, Mengla, Yunnan (récolté en mai 2020, publié en 2021)   |
|  |                                                                                              |

|  | RshSTT182, 92,6 %, Rhinolophus shameli, Stoeng Treng, Cambodge (récolté en 2010, publié en 2021) |
|  |                                                                                                  |
|  | RaTG13, 96,1 %, Rhinolophus affinis, Mojiang, Yunnan (récolté en 2013, publié en 2020)           |
|  |                                                                                                  |

|  | RmYN02, 93,3 %, Rhinolophus malayanus, Mengla, Yunnan (récolté en juin 2019, publié en 2020) |
|  |                                                                                              |
|  | RpYN06, 94.4 %, Rhinolophus pusillus, Mengla, Yunnan (récolté en mai 2020, publié en 2021)   |
|  |                                                                                              |

|  | RshSTT182, 92,6 %, Rhinolophus shameli, Stoeng Treng, Cambodge (récolté en 2010, publié en 2021) |
|  |                                                                                                  |
|  | RaTG13, 96,1 %, Rhinolophus affinis, Mojiang, Yunnan (récolté en 2013, publié en 2020)           |
|  |                                                                                                  |

|  | RmYN02, 93,3 %, Rhinolophus malayanus, Mengla, Yunnan (récolté en juin 2019, publié en 2020) |
|  |                                                                                              |
|  | RpYN06, 94.4 %, Rhinolophus pusillus, Mengla, Yunnan (récolté en mai 2020, publié en 2021)   |
|  |                                                                                              |

|  | RshSTT182, 92,6 %, Rhinolophus shameli, Stoeng Treng, Cambodge (récolté en 2010, publié en 2021) |
|  |                                                                                                  |
|  | RaTG13, 96,1 %, Rhinolophus affinis, Mojiang, Yunnan (récolté en 2013, publié en 2020)           |
|  |                                                                                                  |

|  | SL-ZXC21, 88 %, Rhinolophus pusillus, Zhoushan, Zhejiang (récolté en 2015, publié en 2018) |
|  |                                                                                            |
|  | SL-ZC45, 88 %, Rhinolophus pusillus, Zhoushan, Zhejiang (récolté en 2017, publié en 2018)  |
|  |                                                                                            |

|  | RmYN02, 93,3 %, Rhinolophus malayanus, Mengla, Yunnan (récolté en juin 2019, publié en 2020) |
|  |                                                                                              |
|  | RpYN06, 94.4 %, Rhinolophus pusillus, Mengla, Yunnan (récolté en mai 2020, publié en 2021)   |
|  |                                                                                              |

|  | RshSTT182, 92,6 %, Rhinolophus shameli, Stoeng Treng, Cambodge (récolté en 2010, publié en 2021) |
|  |                                                                                                  |
|  | RaTG13, 96,1 %, Rhinolophus affinis, Mojiang, Yunnan (récolté en 2013, publié en 2020)           |
|  |                                                                                                  |

|  | RmYN02, 93,3 %, Rhinolophus malayanus, Mengla, Yunnan (récolté en juin 2019, publié en 2020) |
|  |                                                                                              |
|  | RpYN06, 94.4 %, Rhinolophus pusillus, Mengla, Yunnan (récolté en mai 2020, publié en 2021)   |
|  |                                                                                              |

|  | RshSTT182, 92,6 %, Rhinolophus shameli, Stoeng Treng, Cambodge (récolté en 2010, publié en 2021) |
|  |                                                                                                  |
|  | RaTG13, 96,1 %, Rhinolophus affinis, Mojiang, Yunnan (récolté en 2013, publié en 2020)           |
|  |                                                                                                  |

|  | RmYN02, 93,3 %, Rhinolophus malayanus, Mengla, Yunnan (récolté en juin 2019, publié en 2020) |
|  |                                                                                              |
|  | RpYN06, 94.4 %, Rhinolophus pusillus, Mengla, Yunnan (récolté en mai 2020, publié en 2021)   |
|  |                                                                                              |

|  | RshSTT182, 92,6 %, Rhinolophus shameli, Stoeng Treng, Cambodge (récolté en 2010, publié en 2021) |
|  |                                                                                                  |
|  | RaTG13, 96,1 %, Rhinolophus affinis, Mojiang, Yunnan (récolté en 2013, publié en 2020)           |
|  |                                                                                                  |

|  | RmYN02, 93,3 %, Rhinolophus malayanus, Mengla, Yunnan (récolté en juin 2019, publié en 2020) |
|  |                                                                                              |
|  | RpYN06, 94.4 %, Rhinolophus pusillus, Mengla, Yunnan (récolté en mai 2020, publié en 2021)   |
|  |                                                                                              |

|  | RshSTT182, 92,6 %, Rhinolophus shameli, Stoeng Treng, Cambodge (récolté en 2010, publié en 2021) |
|  |                                                                                                  |
|  | RaTG13, 96,1 %, Rhinolophus affinis, Mojiang, Yunnan (récolté en 2013, publié en 2020)           |
|  |                                                                                                  |

|  | RmYN02, 93,3 %, Rhinolophus malayanus, Mengla, Yunnan (récolté en juin 2019, publié en 2020) |
|  |                                                                                              |
|  | RpYN06, 94.4 %, Rhinolophus pusillus, Mengla, Yunnan (récolté en mai 2020, publié en 2021)   |
|  |                                                                                              |

|  | RshSTT182, 92,6 %, Rhinolophus shameli, Stoeng Treng, Cambodge (récolté en 2010, publié en 2021) |
|  |                                                                                                  |
|  | RaTG13, 96,1 %, Rhinolophus affinis, Mojiang, Yunnan (récolté en 2013, publié en 2020)           |
|  |                                                                                                  |

|  | RmYN02, 93,3 %, Rhinolophus malayanus, Mengla, Yunnan (récolté en juin 2019, publié en 2020) |
|  |                                                                                              |
|  | RpYN06, 94.4 %, Rhinolophus pusillus, Mengla, Yunnan (récolté en mai 2020, publié en 2021)   |
|  |                                                                                              |

|  | RshSTT182, 92,6 %, Rhinolophus shameli, Stoeng Treng, Cambodge (récolté en 2010, publié en 2021) |
|  |                                                                                                  |
|  | RaTG13, 96,1 %, Rhinolophus affinis, Mojiang, Yunnan (récolté en 2013, publié en 2020)           |
|  |                                                                                                  |

|  | RmYN02, 93,3 %, Rhinolophus malayanus, Mengla, Yunnan (récolté en juin 2019, publié en 2020) |
|  |                                                                                              |
|  | RpYN06, 94.4 %, Rhinolophus pusillus, Mengla, Yunnan (récolté en mai 2020, publié en 2021)   |
|  |                                                                                              |

|  | RshSTT182, 92,6 %, Rhinolophus shameli, Stoeng Treng, Cambodge (récolté en 2010, publié en 2021) |
|  |                                                                                                  |
|  | RaTG13, 96,1 %, Rhinolophus affinis, Mojiang, Yunnan (récolté en 2013, publié en 2020)           |
|  |                                                                                                  |

|  | RmYN02, 93,3 %, Rhinolophus malayanus, Mengla, Yunnan (récolté en juin 2019, publié en 2020) |
|  |                                                                                              |
|  | RpYN06, 94.4 %, Rhinolophus pusillus, Mengla, Yunnan (récolté en mai 2020, publié en 2021)   |
|  |                                                                                              |

|  | RshSTT182, 92,6 %, Rhinolophus shameli, Stoeng Treng, Cambodge (récolté en 2010, publié en 2021) |
|  |                                                                                                  |
|  | RaTG13, 96,1 %, Rhinolophus affinis, Mojiang, Yunnan (récolté en 2013, publié en 2020)           |
|  |                                                                                                  |

|  | RmYN02, 93,3 %, Rhinolophus malayanus, Mengla, Yunnan (récolté en juin 2019, publié en 2020) |
|  |                                                                                              |
|  | RpYN06, 94.4 %, Rhinolophus pusillus, Mengla, Yunnan (récolté en mai 2020, publié en 2021)   |
|  |                                                                                              |

|  | RshSTT182, 92,6 %, Rhinolophus shameli, Stoeng Treng, Cambodge (récolté en 2010, publié en 2021) |
|  |                                                                                                  |
|  | RaTG13, 96,1 %, Rhinolophus affinis, Mojiang, Yunnan (récolté en 2013, publié en 2020)           |
|  |                                                                                                  |

|  | RmYN02, 93,3 %, Rhinolophus malayanus, Mengla, Yunnan (récolté en juin 2019, publié en 2020) |
|  |                                                                                              |
|  | RpYN06, 94.4 %, Rhinolophus pusillus, Mengla, Yunnan (récolté en mai 2020, publié en 2021)   |
|  |                                                                                              |

|  | RshSTT182, 92,6 %, Rhinolophus shameli, Stoeng Treng, Cambodge (récolté en 2010, publié en 2021) |
|  |                                                                                                  |
|  | RaTG13, 96,1 %, Rhinolophus affinis, Mojiang, Yunnan (récolté en 2013, publié en 2020)           |
|  |                                                                                                  |

|  | RmYN02, 93,3 %, Rhinolophus malayanus, Mengla, Yunnan (récolté en juin 2019, publié en 2020) |
|  |                                                                                              |
|  | RpYN06, 94.4 %, Rhinolophus pusillus, Mengla, Yunnan (récolté en mai 2020, publié en 2021)   |
|  |                                                                                              |

|  | RshSTT182, 92,6 %, Rhinolophus shameli, Stoeng Treng, Cambodge (récolté en 2010, publié en 2021) |
|  |                                                                                                  |
|  | RaTG13, 96,1 %, Rhinolophus affinis, Mojiang, Yunnan (récolté en 2013, publié en 2020)           |
|  |                                                                                                  |

|  | RmYN02, 93,3 %, Rhinolophus malayanus, Mengla, Yunnan (récolté en juin 2019, publié en 2020) |
|  |                                                                                              |
|  | RpYN06, 94.4 %, Rhinolophus pusillus, Mengla, Yunnan (récolté en mai 2020, publié en 2021)   |
|  |                                                                                              |

|  | RshSTT182, 92,6 %, Rhinolophus shameli, Stoeng Treng, Cambodge (récolté en 2010, publié en 2021) |
|  |                                                                                                  |
|  | RaTG13, 96,1 %, Rhinolophus affinis, Mojiang, Yunnan (récolté en 2013, publié en 2020)           |
|  |                                                                                                  |

|  | RmYN02, 93,3 %, Rhinolophus malayanus, Mengla, Yunnan (récolté en juin 2019, publié en 2020) |
|  |                                                                                              |
|  | RpYN06, 94.4 %, Rhinolophus pusillus, Mengla, Yunnan (récolté en mai 2020, publié en 2021)   |
|  |                                                                                              |

|  | RshSTT182, 92,6 %, Rhinolophus shameli, Stoeng Treng, Cambodge (récolté en 2010, publié en 2021) |
|  |                                                                                                  |
|  | RaTG13, 96,1 %, Rhinolophus affinis, Mojiang, Yunnan (récolté en 2013, publié en 2020)           |
|  |                                                                                                  |

|  | RmYN02, 93,3 %, Rhinolophus malayanus, Mengla, Yunnan (récolté en juin 2019, publié en 2020) |
|  |                                                                                              |
|  | RpYN06, 94.4 %, Rhinolophus pusillus, Mengla, Yunnan (récolté en mai 2020, publié en 2021)   |
|  |                                                                                              |

|  | RshSTT182, 92,6 %, Rhinolophus shameli, Stoeng Treng, Cambodge (récolté en 2010, publié en 2021) |
|  |                                                                                                  |
|  | RaTG13, 96,1 %, Rhinolophus affinis, Mojiang, Yunnan (récolté en 2013, publié en 2020)           |
|  |                                                                                                  |

|  | RmYN02, 93,3 %, Rhinolophus malayanus, Mengla, Yunnan (récolté en juin 2019, publié en 2020) |
|  |                                                                                              |
|  | RpYN06, 94.4 %, Rhinolophus pusillus, Mengla, Yunnan (récolté en mai 2020, publié en 2021)   |
|  |                                                                                              |

|  | RshSTT182, 92,6 %, Rhinolophus shameli, Stoeng Treng, Cambodge (récolté en 2010, publié en 2021) |
|  |                                                                                                  |
|  | RaTG13, 96,1 %, Rhinolophus affinis, Mojiang, Yunnan (récolté en 2013, publié en 2020)           |
|  |                                                                                                  |

|  | RmYN02, 93,3 %, Rhinolophus malayanus, Mengla, Yunnan (récolté en juin 2019, publié en 2020) |
|  |                                                                                              |
|  | RpYN06, 94.4 %, Rhinolophus pusillus, Mengla, Yunnan (récolté en mai 2020, publié en 2021)   |
|  |                                                                                              |

|  | RshSTT182, 92,6 %, Rhinolophus shameli, Stoeng Treng, Cambodge (récolté en 2010, publié en 2021) |
|  |                                                                                                  |
|  | RaTG13, 96,1 %, Rhinolophus affinis, Mojiang, Yunnan (récolté en 2013, publié en 2020)           |
|  |                                                                                                  |

|  | RmYN02, 93,3 %, Rhinolophus malayanus, Mengla, Yunnan (récolté en juin 2019, publié en 2020) |
|  |                                                                                              |
|  | RpYN06, 94.4 %, Rhinolophus pusillus, Mengla, Yunnan (récolté en mai 2020, publié en 2021)   |
|  |                                                                                              |

|  | RshSTT182, 92,6 %, Rhinolophus shameli, Stoeng Treng, Cambodge (récolté en 2010, publié en 2021) |
|  |                                                                                                  |
|  | RaTG13, 96,1 %, Rhinolophus affinis, Mojiang, Yunnan (récolté en 2013, publié en 2020)           |
|  |                                                                                                  |

|  | RmYN02, 93,3 %, Rhinolophus malayanus, Mengla, Yunnan (récolté en juin 2019, publié en 2020) |
|  |                                                                                              |
|  | RpYN06, 94.4 %, Rhinolophus pusillus, Mengla, Yunnan (récolté en mai 2020, publié en 2021)   |
|  |                                                                                              |

|  | RshSTT182, 92,6 %, Rhinolophus shameli, Stoeng Treng, Cambodge (récolté en 2010, publié en 2021) |
|  |                                                                                                  |
|  | RaTG13, 96,1 %, Rhinolophus affinis, Mojiang, Yunnan (récolté en 2013, publié en 2020)           |
|  |                                                                                                  |

|  | RmYN02, 93,3 %, Rhinolophus malayanus, Mengla, Yunnan (récolté en juin 2019, publié en 2020) |
|  |                                                                                              |
|  | RpYN06, 94.4 %, Rhinolophus pusillus, Mengla, Yunnan (récolté en mai 2020, publié en 2021)   |
|  |                                                                                              |

|  | RshSTT182, 92,6 %, Rhinolophus shameli, Stoeng Treng, Cambodge (récolté en 2010, publié en 2021) |
|  |                                                                                                  |
|  | RaTG13, 96,1 %, Rhinolophus affinis, Mojiang, Yunnan (récolté en 2013, publié en 2020)           |
|  |                                                                                                  |

|  | RmYN02, 93,3 %, Rhinolophus malayanus, Mengla, Yunnan (récolté en juin 2019, publié en 2020) |
|  |                                                                                              |
|  | RpYN06, 94.4 %, Rhinolophus pusillus, Mengla, Yunnan (récolté en mai 2020, publié en 2021)   |
|  |                                                                                              |

|  | RshSTT182, 92,6 %, Rhinolophus shameli, Stoeng Treng, Cambodge (récolté en 2010, publié en 2021) |
|  |                                                                                                  |
|  | RaTG13, 96,1 %, Rhinolophus affinis, Mojiang, Yunnan (récolté en 2013, publié en 2020)           |
|  |                                                                                                  |

|  | RmYN02, 93,3 %, Rhinolophus malayanus, Mengla, Yunnan (récolté en juin 2019, publié en 2020) |
|  |                                                                                              |
|  | RpYN06, 94.4 %, Rhinolophus pusillus, Mengla, Yunnan (récolté en mai 2020, publié en 2021)   |
|  |                                                                                              |

|  | RshSTT182, 92,6 %, Rhinolophus shameli, Stoeng Treng, Cambodge (récolté en 2010, publié en 2021) |
|  |                                                                                                  |
|  | RaTG13, 96,1 %, Rhinolophus affinis, Mojiang, Yunnan (récolté en 2013, publié en 2020)           |
|  |                                                                                                  |

|  | RmYN02, 93,3 %, Rhinolophus malayanus, Mengla, Yunnan (récolté en juin 2019, publié en 2020) |
|  |                                                                                              |
|  | RpYN06, 94.4 %, Rhinolophus pusillus, Mengla, Yunnan (récolté en mai 2020, publié en 2021)   |
|  |                                                                                              |

|  | RshSTT182, 92,6 %, Rhinolophus shameli, Stoeng Treng, Cambodge (récolté en 2010, publié en 2021) |
|  |                                                                                                  |
|  | RaTG13, 96,1 %, Rhinolophus affinis, Mojiang, Yunnan (récolté en 2013, publié en 2020)           |
|  |                                                                                                  |

|  | RmYN02, 93,3 %, Rhinolophus malayanus, Mengla, Yunnan (récolté en juin 2019, publié en 2020) |
|  |                                                                                              |
|  | RpYN06, 94.4 %, Rhinolophus pusillus, Mengla, Yunnan (récolté en mai 2020, publié en 2021)   |
|  |                                                                                              |

|  | RshSTT182, 92,6 %, Rhinolophus shameli, Stoeng Treng, Cambodge (récolté en 2010, publié en 2021) |
|  |                                                                                                  |
|  | RaTG13, 96,1 %, Rhinolophus affinis, Mojiang, Yunnan (récolté en 2013, publié en 2020)           |
|  |                                                                                                  |

|  | RmYN02, 93,3 %, Rhinolophus malayanus, Mengla, Yunnan (récolté en juin 2019, publié en 2020) |
|  |                                                                                              |
|  | RpYN06, 94.4 %, Rhinolophus pusillus, Mengla, Yunnan (récolté en mai 2020, publié en 2021)   |
|  |                                                                                              |

|  | RshSTT182, 92,6 %, Rhinolophus shameli, Stoeng Treng, Cambodge (récolté en 2010, publié en 2021) |
|  |                                                                                                  |
|  | RaTG13, 96,1 %, Rhinolophus affinis, Mojiang, Yunnan (récolté en 2013, publié en 2020)           |
|  |                                                                                                  |

|  | RmYN02, 93,3 %, Rhinolophus malayanus, Mengla, Yunnan (récolté en juin 2019, publié en 2020) |
|  |                                                                                              |
|  | RpYN06, 94.4 %, Rhinolophus pusillus, Mengla, Yunnan (récolté en mai 2020, publié en 2021)   |
|  |                                                                                              |

|  | RshSTT182, 92,6 %, Rhinolophus shameli, Stoeng Treng, Cambodge (récolté en 2010, publié en 2021) |
|  |                                                                                                  |
|  | RaTG13, 96,1 %, Rhinolophus affinis, Mojiang, Yunnan (récolté en 2013, publié en 2020)           |
|  |                                                                                                  |

|  | RmYN02, 93,3 %, Rhinolophus malayanus, Mengla, Yunnan (récolté en juin 2019, publié en 2020) |
|  |                                                                                              |
|  | RpYN06, 94.4 %, Rhinolophus pusillus, Mengla, Yunnan (récolté en mai 2020, publié en 2021)   |
|  |                                                                                              |

|  | RshSTT182, 92,6 %, Rhinolophus shameli, Stoeng Treng, Cambodge (récolté en 2010, publié en 2021) |
|  |                                                                                                  |
|  | RaTG13, 96,1 %, Rhinolophus affinis, Mojiang, Yunnan (récolté en 2013, publié en 2020)           |
|  |                                                                                                  |

|  | RmYN02, 93,3 %, Rhinolophus malayanus, Mengla, Yunnan (récolté en juin 2019, publié en 2020) |
|  |                                                                                              |
|  | RpYN06, 94.4 %, Rhinolophus pusillus, Mengla, Yunnan (récolté en mai 2020, publié en 2021)   |
|  |                                                                                              |

|  | RshSTT182, 92,6 %, Rhinolophus shameli, Stoeng Treng, Cambodge (récolté en 2010, publié en 2021) |
|  |                                                                                                  |
|  | RaTG13, 96,1 %, Rhinolophus affinis, Mojiang, Yunnan (récolté en 2013, publié en 2020)           |
|  |                                                                                                  |

|  | RmYN02, 93,3 %, Rhinolophus malayanus, Mengla, Yunnan (récolté en juin 2019, publié en 2020) |
|  |                                                                                              |
|  | RpYN06, 94.4 %, Rhinolophus pusillus, Mengla, Yunnan (récolté en mai 2020, publié en 2021)   |
|  |                                                                                              |

|  | RshSTT182, 92,6 %, Rhinolophus shameli, Stoeng Treng, Cambodge (récolté en 2010, publié en 2021) |
|  |                                                                                                  |
|  | RaTG13, 96,1 %, Rhinolophus affinis, Mojiang, Yunnan (récolté en 2013, publié en 2020)           |
|  |                                                                                                  |

|  | RmYN02, 93,3 %, Rhinolophus malayanus, Mengla, Yunnan (récolté en juin 2019, publié en 2020) |
|  |                                                                                              |
|  | RpYN06, 94.4 %, Rhinolophus pusillus, Mengla, Yunnan (récolté en mai 2020, publié en 2021)   |
|  |                                                                                              |

|  | RshSTT182, 92,6 %, Rhinolophus shameli, Stoeng Treng, Cambodge (récolté en 2010, publié en 2021) |
|  |                                                                                                  |
|  | RaTG13, 96,1 %, Rhinolophus affinis, Mojiang, Yunnan (récolté en 2013, publié en 2020)           |
|  |                                                                                                  |

|  | RmYN02, 93,3 %, Rhinolophus malayanus, Mengla, Yunnan (récolté en juin 2019, publié en 2020) |
|  |                                                                                              |
|  | RpYN06, 94.4 %, Rhinolophus pusillus, Mengla, Yunnan (récolté en mai 2020, publié en 2021)   |
|  |                                                                                              |

|  | RshSTT182, 92,6 %, Rhinolophus shameli, Stoeng Treng, Cambodge (récolté en 2010, publié en 2021) |
|  |                                                                                                  |
|  | RaTG13, 96,1 %, Rhinolophus affinis, Mojiang, Yunnan (récolté en 2013, publié en 2020)           |
|  |                                                                                                  |

|  | RmYN02, 93,3 %, Rhinolophus malayanus, Mengla, Yunnan (récolté en juin 2019, publié en 2020) |
|  |                                                                                              |
|  | RpYN06, 94.4 %, Rhinolophus pusillus, Mengla, Yunnan (récolté en mai 2020, publié en 2021)   |
|  |                                                                                              |

|  | RshSTT182, 92,6 %, Rhinolophus shameli, Stoeng Treng, Cambodge (récolté en 2010, publié en 2021) |
|  |                                                                                                  |
|  | RaTG13, 96,1 %, Rhinolophus affinis, Mojiang, Yunnan (récolté en 2013, publié en 2020)           |
|  |                                                                                                  |

|  | RmYN02, 93,3 %, Rhinolophus malayanus, Mengla, Yunnan (récolté en juin 2019, publié en 2020) |
|  |                                                                                              |
|  | RpYN06, 94.4 %, Rhinolophus pusillus, Mengla, Yunnan (récolté en mai 2020, publié en 2021)   |
|  |                                                                                              |

|  | RshSTT182, 92,6 %, Rhinolophus shameli, Stoeng Treng, Cambodge (récolté en 2010, publié en 2021) |
|  |                                                                                                  |
|  | RaTG13, 96,1 %, Rhinolophus affinis, Mojiang, Yunnan (récolté en 2013, publié en 2020)           |
|  |                                                                                                  |

|  | RmYN02, 93,3 %, Rhinolophus malayanus, Mengla, Yunnan (récolté en juin 2019, publié en 2020) |
|  |                                                                                              |
|  | RpYN06, 94.4 %, Rhinolophus pusillus, Mengla, Yunnan (récolté en mai 2020, publié en 2021)   |
|  |                                                                                              |

|  | RshSTT182, 92,6 %, Rhinolophus shameli, Stoeng Treng, Cambodge (récolté en 2010, publié en 2021) |
|  |                                                                                                  |
|  | RaTG13, 96,1 %, Rhinolophus affinis, Mojiang, Yunnan (récolté en 2013, publié en 2020)           |
|  |                                                                                                  |

|  | RmYN02, 93,3 %, Rhinolophus malayanus, Mengla, Yunnan (récolté en juin 2019, publié en 2020) |
|  |                                                                                              |
|  | RpYN06, 94.4 %, Rhinolophus pusillus, Mengla, Yunnan (récolté en mai 2020, publié en 2021)   |
|  |                                                                                              |

|  | RshSTT182, 92,6 %, Rhinolophus shameli, Stoeng Treng, Cambodge (récolté en 2010, publié en 2021) |
|  |                                                                                                  |
|  | RaTG13, 96,1 %, Rhinolophus affinis, Mojiang, Yunnan (récolté en 2013, publié en 2020)           |
|  |                                                                                                  |

|  | RmYN02, 93,3 %, Rhinolophus malayanus, Mengla, Yunnan (récolté en juin 2019, publié en 2020) |
|  |                                                                                              |
|  | RpYN06, 94.4 %, Rhinolophus pusillus, Mengla, Yunnan (récolté en mai 2020, publié en 2021)   |
|  |                                                                                              |

|  | RshSTT182, 92,6 %, Rhinolophus shameli, Stoeng Treng, Cambodge (récolté en 2010, publié en 2021) |
|  |                                                                                                  |
|  | RaTG13, 96,1 %, Rhinolophus affinis, Mojiang, Yunnan (récolté en 2013, publié en 2020)           |
|  |                                                                                                  |

|  | RmYN02, 93,3 %, Rhinolophus malayanus, Mengla, Yunnan (récolté en juin 2019, publié en 2020) |
|  |                                                                                              |
|  | RpYN06, 94.4 %, Rhinolophus pusillus, Mengla, Yunnan (récolté en mai 2020, publié en 2021)   |
|  |                                                                                              |

|  | RshSTT182, 92,6 %, Rhinolophus shameli, Stoeng Treng, Cambodge (récolté en 2010, publié en 2021) |
|  |                                                                                                  |
|  | RaTG13, 96,1 %, Rhinolophus affinis, Mojiang, Yunnan (récolté en 2013, publié en 2020)           |
|  |                                                                                                  |

|  | RmYN02, 93,3 %, Rhinolophus malayanus, Mengla, Yunnan (récolté en juin 2019, publié en 2020) |
|  |                                                                                              |
|  | RpYN06, 94.4 %, Rhinolophus pusillus, Mengla, Yunnan (récolté en mai 2020, publié en 2021)   |
|  |                                                                                              |

|  | RshSTT182, 92,6 %, Rhinolophus shameli, Stoeng Treng, Cambodge (récolté en 2010, publié en 2021) |
|  |                                                                                                  |
|  | RaTG13, 96,1 %, Rhinolophus affinis, Mojiang, Yunnan (récolté en 2013, publié en 2020)           |
|  |                                                                                                  |

|  | RmYN02, 93,3 %, Rhinolophus malayanus, Mengla, Yunnan (récolté en juin 2019, publié en 2020) |
|  |                                                                                              |
|  | RpYN06, 94.4 %, Rhinolophus pusillus, Mengla, Yunnan (récolté en mai 2020, publié en 2021)   |
|  |                                                                                              |

|  | RshSTT182, 92,6 %, Rhinolophus shameli, Stoeng Treng, Cambodge (récolté en 2010, publié en 2021) |
|  |                                                                                                  |
|  | RaTG13, 96,1 %, Rhinolophus affinis, Mojiang, Yunnan (récolté en 2013, publié en 2020)           |
|  |                                                                                                  |

|  | RmYN02, 93,3 %, Rhinolophus malayanus, Mengla, Yunnan (récolté en juin 2019, publié en 2020) |
|  |                                                                                              |
|  | RpYN06, 94.4 %, Rhinolophus pusillus, Mengla, Yunnan (récolté en mai 2020, publié en 2021)   |
|  |                                                                                              |

|  | RshSTT182, 92,6 %, Rhinolophus shameli, Stoeng Treng, Cambodge (récolté en 2010, publié en 2021) |
|  |                                                                                                  |
|  | RaTG13, 96,1 %, Rhinolophus affinis, Mojiang, Yunnan (récolté en 2013, publié en 2020)           |
|  |                                                                                                  |

|  | RmYN02, 93,3 %, Rhinolophus malayanus, Mengla, Yunnan (récolté en juin 2019, publié en 2020) |
|  |                                                                                              |
|  | RpYN06, 94.4 %, Rhinolophus pusillus, Mengla, Yunnan (récolté en mai 2020, publié en 2021)   |
|  |                                                                                              |

|  | RshSTT182, 92,6 %, Rhinolophus shameli, Stoeng Treng, Cambodge (récolté en 2010, publié en 2021) |
|  |                                                                                                  |
|  | RaTG13, 96,1 %, Rhinolophus affinis, Mojiang, Yunnan (récolté en 2013, publié en 2020)           |
|  |                                                                                                  |

|  | RmYN02, 93,3 %, Rhinolophus malayanus, Mengla, Yunnan (récolté en juin 2019, publié en 2020) |
|  |                                                                                              |
|  | RpYN06, 94.4 %, Rhinolophus pusillus, Mengla, Yunnan (récolté en mai 2020, publié en 2021)   |
|  |                                                                                              |

|  | RshSTT182, 92,6 %, Rhinolophus shameli, Stoeng Treng, Cambodge (récolté en 2010, publié en 2021) |
|  |                                                                                                  |
|  | RaTG13, 96,1 %, Rhinolophus affinis, Mojiang, Yunnan (récolté en 2013, publié en 2020)           |
|  |                                                                                                  |

|  | RmYN02, 93,3 %, Rhinolophus malayanus, Mengla, Yunnan (récolté en juin 2019, publié en 2020) |
|  |                                                                                              |
|  | RpYN06, 94.4 %, Rhinolophus pusillus, Mengla, Yunnan (récolté en mai 2020, publié en 2021)   |
|  |                                                                                              |

|  | RshSTT182, 92,6 %, Rhinolophus shameli, Stoeng Treng, Cambodge (récolté en 2010, publié en 2021) |
|  |                                                                                                  |
|  | RaTG13, 96,1 %, Rhinolophus affinis, Mojiang, Yunnan (récolté en 2013, publié en 2020)           |
|  |                                                                                                  |

|  | RmYN02, 93,3 %, Rhinolophus malayanus, Mengla, Yunnan (récolté en juin 2019, publié en 2020) |
|  |                                                                                              |
|  | RpYN06, 94.4 %, Rhinolophus pusillus, Mengla, Yunnan (récolté en mai 2020, publié en 2021)   |
|  |                                                                                              |

|  | RshSTT182, 92,6 %, Rhinolophus shameli, Stoeng Treng, Cambodge (récolté en 2010, publié en 2021) |
|  |                                                                                                  |
|  | RaTG13, 96,1 %, Rhinolophus affinis, Mojiang, Yunnan (récolté en 2013, publié en 2020)           |
|  |                                                                                                  |

|  | RmYN02, 93,3 %, Rhinolophus malayanus, Mengla, Yunnan (récolté en juin 2019, publié en 2020) |
|  |                                                                                              |
|  | RpYN06, 94.4 %, Rhinolophus pusillus, Mengla, Yunnan (récolté en mai 2020, publié en 2021)   |
|  |                                                                                              |

|  | RshSTT182, 92,6 %, Rhinolophus shameli, Stoeng Treng, Cambodge (récolté en 2010, publié en 2021) |
|  |                                                                                                  |
|  | RaTG13, 96,1 %, Rhinolophus affinis, Mojiang, Yunnan (récolté en 2013, publié en 2020)           |
|  |                                                                                                  |

|  | RmYN02, 93,3 %, Rhinolophus malayanus, Mengla, Yunnan (récolté en juin 2019, publié en 2020) |
|  |                                                                                              |
|  | RpYN06, 94.4 %, Rhinolophus pusillus, Mengla, Yunnan (récolté en mai 2020, publié en 2021)   |
|  |                                                                                              |

|  | RshSTT182, 92,6 %, Rhinolophus shameli, Stoeng Treng, Cambodge (récolté en 2010, publié en 2021) |
|  |                                                                                                  |
|  | RaTG13, 96,1 %, Rhinolophus affinis, Mojiang, Yunnan (récolté en 2013, publié en 2020)           |
|  |                                                                                                  |

|  | RmYN02, 93,3 %, Rhinolophus malayanus, Mengla, Yunnan (récolté en juin 2019, publié en 2020) |
|  |                                                                                              |
|  | RpYN06, 94.4 %, Rhinolophus pusillus, Mengla, Yunnan (récolté en mai 2020, publié en 2021)   |
|  |                                                                                              |

|  | RshSTT182, 92,6 %, Rhinolophus shameli, Stoeng Treng, Cambodge (récolté en 2010, publié en 2021) |
|  |                                                                                                  |
|  | RaTG13, 96,1 %, Rhinolophus affinis, Mojiang, Yunnan (récolté en 2013, publié en 2020)           |
|  |                                                                                                  |

|  | RmYN02, 93,3 %, Rhinolophus malayanus, Mengla, Yunnan (récolté en juin 2019, publié en 2020) |
|  |                                                                                              |
|  | RpYN06, 94.4 %, Rhinolophus pusillus, Mengla, Yunnan (récolté en mai 2020, publié en 2021)   |
|  |                                                                                              |

|  | RshSTT182, 92,6 %, Rhinolophus shameli, Stoeng Treng, Cambodge (récolté en 2010, publié en 2021) |
|  |                                                                                                  |
|  | RaTG13, 96,1 %, Rhinolophus affinis, Mojiang, Yunnan (récolté en 2013, publié en 2020)           |
|  |                                                                                                  |

|  | RmYN02, 93,3 %, Rhinolophus malayanus, Mengla, Yunnan (récolté en juin 2019, publié en 2020) |
|  |                                                                                              |
|  | RpYN06, 94.4 %, Rhinolophus pusillus, Mengla, Yunnan (récolté en mai 2020, publié en 2021)   |
|  |                                                                                              |

|  | RshSTT182, 92,6 %, Rhinolophus shameli, Stoeng Treng, Cambodge (récolté en 2010, publié en 2021) |
|  |                                                                                                  |
|  | RaTG13, 96,1 %, Rhinolophus affinis, Mojiang, Yunnan (récolté en 2013, publié en 2020)           |
|  |                                                                                                  |

|  | RmYN02, 93,3 %, Rhinolophus malayanus, Mengla, Yunnan (récolté en juin 2019, publié en 2020) |
|  |                                                                                              |
|  | RpYN06, 94.4 %, Rhinolophus pusillus, Mengla, Yunnan (récolté en mai 2020, publié en 2021)   |
|  |                                                                                              |

|  | RshSTT182, 92,6 %, Rhinolophus shameli, Stoeng Treng, Cambodge (récolté en 2010, publié en 2021) |
|  |                                                                                                  |
|  | RaTG13, 96,1 %, Rhinolophus affinis, Mojiang, Yunnan (récolté en 2013, publié en 2020)           |
|  |                                                                                                  |

|  | RmYN02, 93,3 %, Rhinolophus malayanus, Mengla, Yunnan (récolté en juin 2019, publié en 2020) |
|  |                                                                                              |
|  | RpYN06, 94.4 %, Rhinolophus pusillus, Mengla, Yunnan (récolté en mai 2020, publié en 2021)   |
|  |                                                                                              |

|  | RshSTT182, 92,6 %, Rhinolophus shameli, Stoeng Treng, Cambodge (récolté en 2010, publié en 2021) |
|  |                                                                                                  |
|  | RaTG13, 96,1 %, Rhinolophus affinis, Mojiang, Yunnan (récolté en 2013, publié en 2020)           |
|  |                                                                                                  |

|  | RmYN02, 93,3 %, Rhinolophus malayanus, Mengla, Yunnan (récolté en juin 2019, publié en 2020) |
|  |                                                                                              |
|  | RpYN06, 94.4 %, Rhinolophus pusillus, Mengla, Yunnan (récolté en mai 2020, publié en 2021)   |
|  |                                                                                              |

|  | RshSTT182, 92,6 %, Rhinolophus shameli, Stoeng Treng, Cambodge (récolté en 2010, publié en 2021) |
|  |                                                                                                  |
|  | RaTG13, 96,1 %, Rhinolophus affinis, Mojiang, Yunnan (récolté en 2013, publié en 2020)           |
|  |                                                                                                  |

|  | RmYN02, 93,3 %, Rhinolophus malayanus, Mengla, Yunnan (récolté en juin 2019, publié en 2020) |
|  |                                                                                              |
|  | RpYN06, 94.4 %, Rhinolophus pusillus, Mengla, Yunnan (récolté en mai 2020, publié en 2021)   |
|  |                                                                                              |

|  | RshSTT182, 92,6 %, Rhinolophus shameli, Stoeng Treng, Cambodge (récolté en 2010, publié en 2021) |
|  |                                                                                                  |
|  | RaTG13, 96,1 %, Rhinolophus affinis, Mojiang, Yunnan (récolté en 2013, publié en 2020)           |
|  |                                                                                                  |

|  | RmYN02, 93,3 %, Rhinolophus malayanus, Mengla, Yunnan (récolté en juin 2019, publié en 2020) |
|  |                                                                                              |
|  | RpYN06, 94.4 %, Rhinolophus pusillus, Mengla, Yunnan (récolté en mai 2020, publié en 2021)   |
|  |                                                                                              |

|  | RshSTT182, 92,6 %, Rhinolophus shameli, Stoeng Treng, Cambodge (récolté en 2010, publié en 2021) |
|  |                                                                                                  |
|  | RaTG13, 96,1 %, Rhinolophus affinis, Mojiang, Yunnan (récolté en 2013, publié en 2020)           |
|  |                                                                                                  |

|  | RmYN02, 93,3 %, Rhinolophus malayanus, Mengla, Yunnan (récolté en juin 2019, publié en 2020) |
|  |                                                                                              |
|  | RpYN06, 94.4 %, Rhinolophus pusillus, Mengla, Yunnan (récolté en mai 2020, publié en 2021)   |
|  |                                                                                              |

|  | RshSTT182, 92,6 %, Rhinolophus shameli, Stoeng Treng, Cambodge (récolté en 2010, publié en 2021) |
|  |                                                                                                  |
|  | RaTG13, 96,1 %, Rhinolophus affinis, Mojiang, Yunnan (récolté en 2013, publié en 2020)           |
|  |                                                                                                  |

|  | RmYN02, 93,3 %, Rhinolophus malayanus, Mengla, Yunnan (récolté en juin 2019, publié en 2020) |
|  |                                                                                              |
|  | RpYN06, 94.4 %, Rhinolophus pusillus, Mengla, Yunnan (récolté en mai 2020, publié en 2021)   |
|  |                                                                                              |

|  | RshSTT182, 92,6 %, Rhinolophus shameli, Stoeng Treng, Cambodge (récolté en 2010, publié en 2021) |
|  |                                                                                                  |
|  | RaTG13, 96,1 %, Rhinolophus affinis, Mojiang, Yunnan (récolté en 2013, publié en 2020)           |
|  |                                                                                                  |

|  | RmYN02, 93,3 %, Rhinolophus malayanus, Mengla, Yunnan (récolté en juin 2019, publié en 2020) |
|  |                                                                                              |
|  | RpYN06, 94.4 %, Rhinolophus pusillus, Mengla, Yunnan (récolté en mai 2020, publié en 2021)   |
|  |                                                                                              |

|  | RshSTT182, 92,6 %, Rhinolophus shameli, Stoeng Treng, Cambodge (récolté en 2010, publié en 2021) |
|  |                                                                                                  |
|  | RaTG13, 96,1 %, Rhinolophus affinis, Mojiang, Yunnan (récolté en 2013, publié en 2020)           |
|  |                                                                                                  |

|  | RmYN02, 93,3 %, Rhinolophus malayanus, Mengla, Yunnan (récolté en juin 2019, publié en 2020) |
|  |                                                                                              |
|  | RpYN06, 94.4 %, Rhinolophus pusillus, Mengla, Yunnan (récolté en mai 2020, publié en 2021)   |
|  |                                                                                              |

|  | RshSTT182, 92,6 %, Rhinolophus shameli, Stoeng Treng, Cambodge (récolté en 2010, publié en 2021) |
|  |                                                                                                  |
|  | RaTG13, 96,1 %, Rhinolophus affinis, Mojiang, Yunnan (récolté en 2013, publié en 2020)           |
|  |                                                                                                  |

|  | RmYN02, 93,3 %, Rhinolophus malayanus, Mengla, Yunnan (récolté en juin 2019, publié en 2020) |
|  |                                                                                              |
|  | RpYN06, 94.4 %, Rhinolophus pusillus, Mengla, Yunnan (récolté en mai 2020, publié en 2021)   |
|  |                                                                                              |

|  | RshSTT182, 92,6 %, Rhinolophus shameli, Stoeng Treng, Cambodge (récolté en 2010, publié en 2021) |
|  |                                                                                                  |
|  | RaTG13, 96,1 %, Rhinolophus affinis, Mojiang, Yunnan (récolté en 2013, publié en 2020)           |
|  |                                                                                                  |

|  | RmYN02, 93,3 %, Rhinolophus malayanus, Mengla, Yunnan (récolté en juin 2019, publié en 2020) |
|  |                                                                                              |
|  | RpYN06, 94.4 %, Rhinolophus pusillus, Mengla, Yunnan (récolté en mai 2020, publié en 2021)   |
|  |                                                                                              |

|  | RshSTT182, 92,6 %, Rhinolophus shameli, Stoeng Treng, Cambodge (récolté en 2010, publié en 2021) |
|  |                                                                                                  |
|  | RaTG13, 96,1 %, Rhinolophus affinis, Mojiang, Yunnan (récolté en 2013, publié en 2020)           |
|  |                                                                                                  |

|  | RmYN02, 93,3 %, Rhinolophus malayanus, Mengla, Yunnan (récolté en juin 2019, publié en 2020) |
|  |                                                                                              |
|  | RpYN06, 94.4 %, Rhinolophus pusillus, Mengla, Yunnan (récolté en mai 2020, publié en 2021)   |
|  |                                                                                              |

|  | RshSTT182, 92,6 %, Rhinolophus shameli, Stoeng Treng, Cambodge (récolté en 2010, publié en 2021) |
|  |                                                                                                  |
|  | RaTG13, 96,1 %, Rhinolophus affinis, Mojiang, Yunnan (récolté en 2013, publié en 2020)           |
|  |                                                                                                  |

|  | RmYN02, 93,3 %, Rhinolophus malayanus, Mengla, Yunnan (récolté en juin 2019, publié en 2020) |
|  |                                                                                              |
|  | RpYN06, 94.4 %, Rhinolophus pusillus, Mengla, Yunnan (récolté en mai 2020, publié en 2021)   |
|  |                                                                                              |

|  | RshSTT182, 92,6 %, Rhinolophus shameli, Stoeng Treng, Cambodge (récolté en 2010, publié en 2021) |
|  |                                                                                                  |
|  | RaTG13, 96,1 %, Rhinolophus affinis, Mojiang, Yunnan (récolté en 2013, publié en 2020)           |
|  |                                                                                                  |

|  | RmYN02, 93,3 %, Rhinolophus malayanus, Mengla, Yunnan (récolté en juin 2019, publié en 2020) |
|  |                                                                                              |
|  | RpYN06, 94.4 %, Rhinolophus pusillus, Mengla, Yunnan (récolté en mai 2020, publié en 2021)   |
|  |                                                                                              |

|  | RshSTT182, 92,6 %, Rhinolophus shameli, Stoeng Treng, Cambodge (récolté en 2010, publié en 2021) |
|  |                                                                                                  |
|  | RaTG13, 96,1 %, Rhinolophus affinis, Mojiang, Yunnan (récolté en 2013, publié en 2020)           |
|  |                                                                                                  |

|  | RmYN02, 93,3 %, Rhinolophus malayanus, Mengla, Yunnan (récolté en juin 2019, publié en 2020) |
|  |                                                                                              |
|  | RpYN06, 94.4 %, Rhinolophus pusillus, Mengla, Yunnan (récolté en mai 2020, publié en 2021)   |
|  |                                                                                              |

|  | RshSTT182, 92,6 %, Rhinolophus shameli, Stoeng Treng, Cambodge (récolté en 2010, publié en 2021) |
|  |                                                                                                  |
|  | RaTG13, 96,1 %, Rhinolophus affinis, Mojiang, Yunnan (récolté en 2013, publié en 2020)           |
|  |                                                                                                  |

|  | RmYN02, 93,3 %, Rhinolophus malayanus, Mengla, Yunnan (récolté en juin 2019, publié en 2020) |
|  |                                                                                              |
|  | RpYN06, 94.4 %, Rhinolophus pusillus, Mengla, Yunnan (récolté en mai 2020, publié en 2021)   |
|  |                                                                                              |

|  | RshSTT182, 92,6 %, Rhinolophus shameli, Stoeng Treng, Cambodge (récolté en 2010, publié en 2021) |
|  |                                                                                                  |
|  | RaTG13, 96,1 %, Rhinolophus affinis, Mojiang, Yunnan (récolté en 2013, publié en 2020)           |
|  |                                                                                                  |

|  | SL-ZXC21, 88 %, Rhinolophus pusillus, Zhoushan, Zhejiang (récolté en 2015, publié en 2018) |
|  |                                                                                            |
|  | SL-ZC45, 88 %, Rhinolophus pusillus, Zhoushan, Zhejiang (récolté en 2017, publié en 2018)  |
|  |                                                                                            |

|  | RmYN02, 93,3 %, Rhinolophus malayanus, Mengla, Yunnan (récolté en juin 2019, publié en 2020) |
|  |                                                                                              |
|  | RpYN06, 94.4 %, Rhinolophus pusillus, Mengla, Yunnan (récolté en mai 2020, publié en 2021)   |
|  |                                                                                              |

|  | RshSTT182, 92,6 %, Rhinolophus shameli, Stoeng Treng, Cambodge (récolté en 2010, publié en 2021) |
|  |                                                                                                  |
|  | RaTG13, 96,1 %, Rhinolophus affinis, Mojiang, Yunnan (récolté en 2013, publié en 2020)           |
|  |                                                                                                  |

|  | RmYN02, 93,3 %, Rhinolophus malayanus, Mengla, Yunnan (récolté en juin 2019, publié en 2020) |
|  |                                                                                              |
|  | RpYN06, 94.4 %, Rhinolophus pusillus, Mengla, Yunnan (récolté en mai 2020, publié en 2021)   |
|  |                                                                                              |

|  | RshSTT182, 92,6 %, Rhinolophus shameli, Stoeng Treng, Cambodge (récolté en 2010, publié en 2021) |
|  |                                                                                                  |
|  | RaTG13, 96,1 %, Rhinolophus affinis, Mojiang, Yunnan (récolté en 2013, publié en 2020)           |
|  |                                                                                                  |

|  | RmYN02, 93,3 %, Rhinolophus malayanus, Mengla, Yunnan (récolté en juin 2019, publié en 2020) |
|  |                                                                                              |
|  | RpYN06, 94.4 %, Rhinolophus pusillus, Mengla, Yunnan (récolté en mai 2020, publié en 2021)   |
|  |                                                                                              |

|  | RshSTT182, 92,6 %, Rhinolophus shameli, Stoeng Treng, Cambodge (récolté en 2010, publié en 2021) |
|  |                                                                                                  |
|  | RaTG13, 96,1 %, Rhinolophus affinis, Mojiang, Yunnan (récolté en 2013, publié en 2020)           |
|  |                                                                                                  |

|  | RmYN02, 93,3 %, Rhinolophus malayanus, Mengla, Yunnan (récolté en juin 2019, publié en 2020) |
|  |                                                                                              |
|  | RpYN06, 94.4 %, Rhinolophus pusillus, Mengla, Yunnan (récolté en mai 2020, publié en 2021)   |
|  |                                                                                              |

|  | RshSTT182, 92,6 %, Rhinolophus shameli, Stoeng Treng, Cambodge (récolté en 2010, publié en 2021) |
|  |                                                                                                  |
|  | RaTG13, 96,1 %, Rhinolophus affinis, Mojiang, Yunnan (récolté en 2013, publié en 2020)           |
|  |                                                                                                  |

|  | RmYN02, 93,3 %, Rhinolophus malayanus, Mengla, Yunnan (récolté en juin 2019, publié en 2020) |
|  |                                                                                              |
|  | RpYN06, 94.4 %, Rhinolophus pusillus, Mengla, Yunnan (récolté en mai 2020, publié en 2021)   |
|  |                                                                                              |

|  | RshSTT182, 92,6 %, Rhinolophus shameli, Stoeng Treng, Cambodge (récolté en 2010, publié en 2021) |
|  |                                                                                                  |
|  | RaTG13, 96,1 %, Rhinolophus affinis, Mojiang, Yunnan (récolté en 2013, publié en 2020)           |
|  |                                                                                                  |

|  | RmYN02, 93,3 %, Rhinolophus malayanus, Mengla, Yunnan (récolté en juin 2019, publié en 2020) |
|  |                                                                                              |
|  | RpYN06, 94.4 %, Rhinolophus pusillus, Mengla, Yunnan (récolté en mai 2020, publié en 2021)   |
|  |                                                                                              |

|  | RshSTT182, 92,6 %, Rhinolophus shameli, Stoeng Treng, Cambodge (récolté en 2010, publié en 2021) |
|  |                                                                                                  |
|  | RaTG13, 96,1 %, Rhinolophus affinis, Mojiang, Yunnan (récolté en 2013, publié en 2020)           |
|  |                                                                                                  |

|  | RmYN02, 93,3 %, Rhinolophus malayanus, Mengla, Yunnan (récolté en juin 2019, publié en 2020) |
|  |                                                                                              |
|  | RpYN06, 94.4 %, Rhinolophus pusillus, Mengla, Yunnan (récolté en mai 2020, publié en 2021)   |
|  |                                                                                              |

|  | RshSTT182, 92,6 %, Rhinolophus shameli, Stoeng Treng, Cambodge (récolté en 2010, publié en 2021) |
|  |                                                                                                  |
|  | RaTG13, 96,1 %, Rhinolophus affinis, Mojiang, Yunnan (récolté en 2013, publié en 2020)           |
|  |                                                                                                  |

|  | RmYN02, 93,3 %, Rhinolophus malayanus, Mengla, Yunnan (récolté en juin 2019, publié en 2020) |
|  |                                                                                              |
|  | RpYN06, 94.4 %, Rhinolophus pusillus, Mengla, Yunnan (récolté en mai 2020, publié en 2021)   |
|  |                                                                                              |

|  | RshSTT182, 92,6 %, Rhinolophus shameli, Stoeng Treng, Cambodge (récolté en 2010, publié en 2021) |
|  |                                                                                                  |
|  | RaTG13, 96,1 %, Rhinolophus affinis, Mojiang, Yunnan (récolté en 2013, publié en 2020)           |
|  |                                                                                                  |

|  | RmYN02, 93,3 %, Rhinolophus malayanus, Mengla, Yunnan (récolté en juin 2019, publié en 2020) |
|  |                                                                                              |
|  | RpYN06, 94.4 %, Rhinolophus pusillus, Mengla, Yunnan (récolté en mai 2020, publié en 2021)   |
|  |                                                                                              |

|  | RshSTT182, 92,6 %, Rhinolophus shameli, Stoeng Treng, Cambodge (récolté en 2010, publié en 2021) |
|  |                                                                                                  |
|  | RaTG13, 96,1 %, Rhinolophus affinis, Mojiang, Yunnan (récolté en 2013, publié en 2020)           |
|  |                                                                                                  |

|  | RmYN02, 93,3 %, Rhinolophus malayanus, Mengla, Yunnan (récolté en juin 2019, publié en 2020) |
|  |                                                                                              |
|  | RpYN06, 94.4 %, Rhinolophus pusillus, Mengla, Yunnan (récolté en mai 2020, publié en 2021)   |
|  |                                                                                              |

|  | RshSTT182, 92,6 %, Rhinolophus shameli, Stoeng Treng, Cambodge (récolté en 2010, publié en 2021) |
|  |                                                                                                  |
|  | RaTG13, 96,1 %, Rhinolophus affinis, Mojiang, Yunnan (récolté en 2013, publié en 2020)           |
|  |                                                                                                  |

|  | RmYN02, 93,3 %, Rhinolophus malayanus, Mengla, Yunnan (récolté en juin 2019, publié en 2020) |
|  |                                                                                              |
|  | RpYN06, 94.4 %, Rhinolophus pusillus, Mengla, Yunnan (récolté en mai 2020, publié en 2021)   |
|  |                                                                                              |

|  | RshSTT182, 92,6 %, Rhinolophus shameli, Stoeng Treng, Cambodge (récolté en 2010, publié en 2021) |
|  |                                                                                                  |
|  | RaTG13, 96,1 %, Rhinolophus affinis, Mojiang, Yunnan (récolté en 2013, publié en 2020)           |
|  |                                                                                                  |

|  | RmYN02, 93,3 %, Rhinolophus malayanus, Mengla, Yunnan (récolté en juin 2019, publié en 2020) |
|  |                                                                                              |
|  | RpYN06, 94.4 %, Rhinolophus pusillus, Mengla, Yunnan (récolté en mai 2020, publié en 2021)   |
|  |                                                                                              |

|  | RshSTT182, 92,6 %, Rhinolophus shameli, Stoeng Treng, Cambodge (récolté en 2010, publié en 2021) |
|  |                                                                                                  |
|  | RaTG13, 96,1 %, Rhinolophus affinis, Mojiang, Yunnan (récolté en 2013, publié en 2020)           |
|  |                                                                                                  |

|  | RmYN02, 93,3 %, Rhinolophus malayanus, Mengla, Yunnan (récolté en juin 2019, publié en 2020) |
|  |                                                                                              |
|  | RpYN06, 94.4 %, Rhinolophus pusillus, Mengla, Yunnan (récolté en mai 2020, publié en 2021)   |
|  |                                                                                              |

|  | RshSTT182, 92,6 %, Rhinolophus shameli, Stoeng Treng, Cambodge (récolté en 2010, publié en 2021) |
|  |                                                                                                  |
|  | RaTG13, 96,1 %, Rhinolophus affinis, Mojiang, Yunnan (récolté en 2013, publié en 2020)           |
|  |                                                                                                  |

|  | RmYN02, 93,3 %, Rhinolophus malayanus, Mengla, Yunnan (récolté en juin 2019, publié en 2020) |
|  |                                                                                              |
|  | RpYN06, 94.4 %, Rhinolophus pusillus, Mengla, Yunnan (récolté en mai 2020, publié en 2021)   |
|  |                                                                                              |

|  | RshSTT182, 92,6 %, Rhinolophus shameli, Stoeng Treng, Cambodge (récolté en 2010, publié en 2021) |
|  |                                                                                                  |
|  | RaTG13, 96,1 %, Rhinolophus affinis, Mojiang, Yunnan (récolté en 2013, publié en 2020)           |
|  |                                                                                                  |

|  | RmYN02, 93,3 %, Rhinolophus malayanus, Mengla, Yunnan (récolté en juin 2019, publié en 2020) |
|  |                                                                                              |
|  | RpYN06, 94.4 %, Rhinolophus pusillus, Mengla, Yunnan (récolté en mai 2020, publié en 2021)   |
|  |                                                                                              |

|  | RshSTT182, 92,6 %, Rhinolophus shameli, Stoeng Treng, Cambodge (récolté en 2010, publié en 2021) |
|  |                                                                                                  |
|  | RaTG13, 96,1 %, Rhinolophus affinis, Mojiang, Yunnan (récolté en 2013, publié en 2020)           |
|  |                                                                                                  |

|  | RmYN02, 93,3 %, Rhinolophus malayanus, Mengla, Yunnan (récolté en juin 2019, publié en 2020) |
|  |                                                                                              |
|  | RpYN06, 94.4 %, Rhinolophus pusillus, Mengla, Yunnan (récolté en mai 2020, publié en 2021)   |
|  |                                                                                              |

|  | RshSTT182, 92,6 %, Rhinolophus shameli, Stoeng Treng, Cambodge (récolté en 2010, publié en 2021) |
|  |                                                                                                  |
|  | RaTG13, 96,1 %, Rhinolophus affinis, Mojiang, Yunnan (récolté en 2013, publié en 2020)           |
|  |                                                                                                  |

|  | RmYN02, 93,3 %, Rhinolophus malayanus, Mengla, Yunnan (récolté en juin 2019, publié en 2020) |
|  |                                                                                              |
|  | RpYN06, 94.4 %, Rhinolophus pusillus, Mengla, Yunnan (récolté en mai 2020, publié en 2021)   |
|  |                                                                                              |

|  | RshSTT182, 92,6 %, Rhinolophus shameli, Stoeng Treng, Cambodge (récolté en 2010, publié en 2021) |
|  |                                                                                                  |
|  | RaTG13, 96,1 %, Rhinolophus affinis, Mojiang, Yunnan (récolté en 2013, publié en 2020)           |
|  |                                                                                                  |

|  | RmYN02, 93,3 %, Rhinolophus malayanus, Mengla, Yunnan (récolté en juin 2019, publié en 2020) |
|  |                                                                                              |
|  | RpYN06, 94.4 %, Rhinolophus pusillus, Mengla, Yunnan (récolté en mai 2020, publié en 2021)   |
|  |                                                                                              |

|  | RshSTT182, 92,6 %, Rhinolophus shameli, Stoeng Treng, Cambodge (récolté en 2010, publié en 2021) |
|  |                                                                                                  |
|  | RaTG13, 96,1 %, Rhinolophus affinis, Mojiang, Yunnan (récolté en 2013, publié en 2020)           |
|  |                                                                                                  |

|  | RmYN02, 93,3 %, Rhinolophus malayanus, Mengla, Yunnan (récolté en juin 2019, publié en 2020) |
|  |                                                                                              |
|  | RpYN06, 94.4 %, Rhinolophus pusillus, Mengla, Yunnan (récolté en mai 2020, publié en 2021)   |
|  |                                                                                              |

|  | RshSTT182, 92,6 %, Rhinolophus shameli, Stoeng Treng, Cambodge (récolté en 2010, publié en 2021) |
|  |                                                                                                  |
|  | RaTG13, 96,1 %, Rhinolophus affinis, Mojiang, Yunnan (récolté en 2013, publié en 2020)           |
|  |                                                                                                  |

|  | RmYN02, 93,3 %, Rhinolophus malayanus, Mengla, Yunnan (récolté en juin 2019, publié en 2020) |
|  |                                                                                              |
|  | RpYN06, 94.4 %, Rhinolophus pusillus, Mengla, Yunnan (récolté en mai 2020, publié en 2021)   |
|  |                                                                                              |

|  | RshSTT182, 92,6 %, Rhinolophus shameli, Stoeng Treng, Cambodge (récolté en 2010, publié en 2021) |
|  |                                                                                                  |
|  | RaTG13, 96,1 %, Rhinolophus affinis, Mojiang, Yunnan (récolté en 2013, publié en 2020)           |
|  |                                                                                                  |

|  | RmYN02, 93,3 %, Rhinolophus malayanus, Mengla, Yunnan (récolté en juin 2019, publié en 2020) |
|  |                                                                                              |
|  | RpYN06, 94.4 %, Rhinolophus pusillus, Mengla, Yunnan (récolté en mai 2020, publié en 2021)   |
|  |                                                                                              |

|  | RshSTT182, 92,6 %, Rhinolophus shameli, Stoeng Treng, Cambodge (récolté en 2010, publié en 2021) |
|  |                                                                                                  |
|  | RaTG13, 96,1 %, Rhinolophus affinis, Mojiang, Yunnan (récolté en 2013, publié en 2020)           |
|  |                                                                                                  |

|  | RmYN02, 93,3 %, Rhinolophus malayanus, Mengla, Yunnan (récolté en juin 2019, publié en 2020) |
|  |                                                                                              |
|  | RpYN06, 94.4 %, Rhinolophus pusillus, Mengla, Yunnan (récolté en mai 2020, publié en 2021)   |
|  |                                                                                              |

|  | RshSTT182, 92,6 %, Rhinolophus shameli, Stoeng Treng, Cambodge (récolté en 2010, publié en 2021) |
|  |                                                                                                  |
|  | RaTG13, 96,1 %, Rhinolophus affinis, Mojiang, Yunnan (récolté en 2013, publié en 2020)           |
|  |                                                                                                  |

|  | RmYN02, 93,3 %, Rhinolophus malayanus, Mengla, Yunnan (récolté en juin 2019, publié en 2020) |
|  |                                                                                              |
|  | RpYN06, 94.4 %, Rhinolophus pusillus, Mengla, Yunnan (récolté en mai 2020, publié en 2021)   |
|  |                                                                                              |

|  | RshSTT182, 92,6 %, Rhinolophus shameli, Stoeng Treng, Cambodge (récolté en 2010, publié en 2021) |
|  |                                                                                                  |
|  | RaTG13, 96,1 %, Rhinolophus affinis, Mojiang, Yunnan (récolté en 2013, publié en 2020)           |
|  |                                                                                                  |

|  | RmYN02, 93,3 %, Rhinolophus malayanus, Mengla, Yunnan (récolté en juin 2019, publié en 2020) |
|  |                                                                                              |
|  | RpYN06, 94.4 %, Rhinolophus pusillus, Mengla, Yunnan (récolté en mai 2020, publié en 2021)   |
|  |                                                                                              |

|  | RshSTT182, 92,6 %, Rhinolophus shameli, Stoeng Treng, Cambodge (récolté en 2010, publié en 2021) |
|  |                                                                                                  |
|  | RaTG13, 96,1 %, Rhinolophus affinis, Mojiang, Yunnan (récolté en 2013, publié en 2020)           |
|  |                                                                                                  |

|  | RmYN02, 93,3 %, Rhinolophus malayanus, Mengla, Yunnan (récolté en juin 2019, publié en 2020) |
|  |                                                                                              |
|  | RpYN06, 94.4 %, Rhinolophus pusillus, Mengla, Yunnan (récolté en mai 2020, publié en 2021)   |
|  |                                                                                              |

|  | RshSTT182, 92,6 %, Rhinolophus shameli, Stoeng Treng, Cambodge (récolté en 2010, publié en 2021) |
|  |                                                                                                  |
|  | RaTG13, 96,1 %, Rhinolophus affinis, Mojiang, Yunnan (récolté en 2013, publié en 2020)           |
|  |                                                                                                  |

|  | RmYN02, 93,3 %, Rhinolophus malayanus, Mengla, Yunnan (récolté en juin 2019, publié en 2020) |
|  |                                                                                              |
|  | RpYN06, 94.4 %, Rhinolophus pusillus, Mengla, Yunnan (récolté en mai 2020, publié en 2021)   |
|  |                                                                                              |

|  | RshSTT182, 92,6 %, Rhinolophus shameli, Stoeng Treng, Cambodge (récolté en 2010, publié en 2021) |
|  |                                                                                                  |
|  | RaTG13, 96,1 %, Rhinolophus affinis, Mojiang, Yunnan (récolté en 2013, publié en 2020)           |
|  |                                                                                                  |

|  | RmYN02, 93,3 %, Rhinolophus malayanus, Mengla, Yunnan (récolté en juin 2019, publié en 2020) |
|  |                                                                                              |
|  | RpYN06, 94.4 %, Rhinolophus pusillus, Mengla, Yunnan (récolté en mai 2020, publié en 2021)   |
|  |                                                                                              |

|  | RshSTT182, 92,6 %, Rhinolophus shameli, Stoeng Treng, Cambodge (récolté en 2010, publié en 2021) |
|  |                                                                                                  |
|  | RaTG13, 96,1 %, Rhinolophus affinis, Mojiang, Yunnan (récolté en 2013, publié en 2020)           |
|  |                                                                                                  |

|  | RmYN02, 93,3 %, Rhinolophus malayanus, Mengla, Yunnan (récolté en juin 2019, publié en 2020) |
|  |                                                                                              |
|  | RpYN06, 94.4 %, Rhinolophus pusillus, Mengla, Yunnan (récolté en mai 2020, publié en 2021)   |
|  |                                                                                              |

|  | RshSTT182, 92,6 %, Rhinolophus shameli, Stoeng Treng, Cambodge (récolté en 2010, publié en 2021) |
|  |                                                                                                  |
|  | RaTG13, 96,1 %, Rhinolophus affinis, Mojiang, Yunnan (récolté en 2013, publié en 2020)           |
|  |                                                                                                  |

|  | RmYN02, 93,3 %, Rhinolophus malayanus, Mengla, Yunnan (récolté en juin 2019, publié en 2020) |
|  |                                                                                              |
|  | RpYN06, 94.4 %, Rhinolophus pusillus, Mengla, Yunnan (récolté en mai 2020, publié en 2021)   |
|  |                                                                                              |

|  | RshSTT182, 92,6 %, Rhinolophus shameli, Stoeng Treng, Cambodge (récolté en 2010, publié en 2021) |
|  |                                                                                                  |
|  | RaTG13, 96,1 %, Rhinolophus affinis, Mojiang, Yunnan (récolté en 2013, publié en 2020)           |
|  |                                                                                                  |

|  | RmYN02, 93,3 %, Rhinolophus malayanus, Mengla, Yunnan (récolté en juin 2019, publié en 2020) |
|  |                                                                                              |
|  | RpYN06, 94.4 %, Rhinolophus pusillus, Mengla, Yunnan (récolté en mai 2020, publié en 2021)   |
|  |                                                                                              |

|  | RshSTT182, 92,6 %, Rhinolophus shameli, Stoeng Treng, Cambodge (récolté en 2010, publié en 2021) |
|  |                                                                                                  |
|  | RaTG13, 96,1 %, Rhinolophus affinis, Mojiang, Yunnan (récolté en 2013, publié en 2020)           |
|  |                                                                                                  |

|  | RmYN02, 93,3 %, Rhinolophus malayanus, Mengla, Yunnan (récolté en juin 2019, publié en 2020) |
|  |                                                                                              |
|  | RpYN06, 94.4 %, Rhinolophus pusillus, Mengla, Yunnan (récolté en mai 2020, publié en 2021)   |
|  |                                                                                              |

|  | RshSTT182, 92,6 %, Rhinolophus shameli, Stoeng Treng, Cambodge (récolté en 2010, publié en 2021) |
|  |                                                                                                  |
|  | RaTG13, 96,1 %, Rhinolophus affinis, Mojiang, Yunnan (récolté en 2013, publié en 2020)           |
|  |                                                                                                  |

|  | RmYN02, 93,3 %, Rhinolophus malayanus, Mengla, Yunnan (récolté en juin 2019, publié en 2020) |
|  |                                                                                              |
|  | RpYN06, 94.4 %, Rhinolophus pusillus, Mengla, Yunnan (récolté en mai 2020, publié en 2021)   |
|  |                                                                                              |

|  | RshSTT182, 92,6 %, Rhinolophus shameli, Stoeng Treng, Cambodge (récolté en 2010, publié en 2021) |
|  |                                                                                                  |
|  | RaTG13, 96,1 %, Rhinolophus affinis, Mojiang, Yunnan (récolté en 2013, publié en 2020)           |
|  |                                                                                                  |

|  | RmYN02, 93,3 %, Rhinolophus malayanus, Mengla, Yunnan (récolté en juin 2019, publié en 2020) |
|  |                                                                                              |
|  | RpYN06, 94.4 %, Rhinolophus pusillus, Mengla, Yunnan (récolté en mai 2020, publié en 2021)   |
|  |                                                                                              |

|  | RshSTT182, 92,6 %, Rhinolophus shameli, Stoeng Treng, Cambodge (récolté en 2010, publié en 2021) |
|  |                                                                                                  |
|  | RaTG13, 96,1 %, Rhinolophus affinis, Mojiang, Yunnan (récolté en 2013, publié en 2020)           |
|  |                                                                                                  |

|  | RmYN02, 93,3 %, Rhinolophus malayanus, Mengla, Yunnan (récolté en juin 2019, publié en 2020) |
|  |                                                                                              |
|  | RpYN06, 94.4 %, Rhinolophus pusillus, Mengla, Yunnan (récolté en mai 2020, publié en 2021)   |
|  |                                                                                              |

|  | RshSTT182, 92,6 %, Rhinolophus shameli, Stoeng Treng, Cambodge (récolté en 2010, publié en 2021) |
|  |                                                                                                  |
|  | RaTG13, 96,1 %, Rhinolophus affinis, Mojiang, Yunnan (récolté en 2013, publié en 2020)           |
|  |                                                                                                  |

|  | RmYN02, 93,3 %, Rhinolophus malayanus, Mengla, Yunnan (récolté en juin 2019, publié en 2020) |
|  |                                                                                              |
|  | RpYN06, 94.4 %, Rhinolophus pusillus, Mengla, Yunnan (récolté en mai 2020, publié en 2021)   |
|  |                                                                                              |

|  | RshSTT182, 92,6 %, Rhinolophus shameli, Stoeng Treng, Cambodge (récolté en 2010, publié en 2021) |
|  |                                                                                                  |
|  | RaTG13, 96,1 %, Rhinolophus affinis, Mojiang, Yunnan (récolté en 2013, publié en 2020)           |
|  |                                                                                                  |

|  | RmYN02, 93,3 %, Rhinolophus malayanus, Mengla, Yunnan (récolté en juin 2019, publié en 2020) |
|  |                                                                                              |
|  | RpYN06, 94.4 %, Rhinolophus pusillus, Mengla, Yunnan (récolté en mai 2020, publié en 2021)   |
|  |                                                                                              |

|  | RshSTT182, 92,6 %, Rhinolophus shameli, Stoeng Treng, Cambodge (récolté en 2010, publié en 2021) |
|  |                                                                                                  |
|  | RaTG13, 96,1 %, Rhinolophus affinis, Mojiang, Yunnan (récolté en 2013, publié en 2020)           |
|  |                                                                                                  |

|  | RmYN02, 93,3 %, Rhinolophus malayanus, Mengla, Yunnan (récolté en juin 2019, publié en 2020) |
|  |                                                                                              |
|  | RpYN06, 94.4 %, Rhinolophus pusillus, Mengla, Yunnan (récolté en mai 2020, publié en 2021)   |
|  |                                                                                              |

|  | RshSTT182, 92,6 %, Rhinolophus shameli, Stoeng Treng, Cambodge (récolté en 2010, publié en 2021) |
|  |                                                                                                  |
|  | RaTG13, 96,1 %, Rhinolophus affinis, Mojiang, Yunnan (récolté en 2013, publié en 2020)           |
|  |                                                                                                  |

|  | RmYN02, 93,3 %, Rhinolophus malayanus, Mengla, Yunnan (récolté en juin 2019, publié en 2020) |
|  |                                                                                              |
|  | RpYN06, 94.4 %, Rhinolophus pusillus, Mengla, Yunnan (récolté en mai 2020, publié en 2021)   |
|  |                                                                                              |

|  | RshSTT182, 92,6 %, Rhinolophus shameli, Stoeng Treng, Cambodge (récolté en 2010, publié en 2021) |
|  |                                                                                                  |
|  | RaTG13, 96,1 %, Rhinolophus affinis, Mojiang, Yunnan (récolté en 2013, publié en 2020)           |
|  |                                                                                                  |

|  | RmYN02, 93,3 %, Rhinolophus malayanus, Mengla, Yunnan (récolté en juin 2019, publié en 2020) |
|  |                                                                                              |
|  | RpYN06, 94.4 %, Rhinolophus pusillus, Mengla, Yunnan (récolté en mai 2020, publié en 2021)   |
|  |                                                                                              |

|  | RshSTT182, 92,6 %, Rhinolophus shameli, Stoeng Treng, Cambodge (récolté en 2010, publié en 2021) |
|  |                                                                                                  |
|  | RaTG13, 96,1 %, Rhinolophus affinis, Mojiang, Yunnan (récolté en 2013, publié en 2020)           |
|  |                                                                                                  |

|  | RmYN02, 93,3 %, Rhinolophus malayanus, Mengla, Yunnan (récolté en juin 2019, publié en 2020) |
|  |                                                                                              |
|  | RpYN06, 94.4 %, Rhinolophus pusillus, Mengla, Yunnan (récolté en mai 2020, publié en 2021)   |
|  |                                                                                              |

|  | RshSTT182, 92,6 %, Rhinolophus shameli, Stoeng Treng, Cambodge (récolté en 2010, publié en 2021) |
|  |                                                                                                  |
|  | RaTG13, 96,1 %, Rhinolophus affinis, Mojiang, Yunnan (récolté en 2013, publié en 2020)           |
|  |                                                                                                  |

|  | RmYN02, 93,3 %, Rhinolophus malayanus, Mengla, Yunnan (récolté en juin 2019, publié en 2020) |
|  |                                                                                              |
|  | RpYN06, 94.4 %, Rhinolophus pusillus, Mengla, Yunnan (récolté en mai 2020, publié en 2021)   |
|  |                                                                                              |

|  | RshSTT182, 92,6 %, Rhinolophus shameli, Stoeng Treng, Cambodge (récolté en 2010, publié en 2021) |
|  |                                                                                                  |
|  | RaTG13, 96,1 %, Rhinolophus affinis, Mojiang, Yunnan (récolté en 2013, publié en 2020)           |
|  |                                                                                                  |

|  | RmYN02, 93,3 %, Rhinolophus malayanus, Mengla, Yunnan (récolté en juin 2019, publié en 2020) |
|  |                                                                                              |
|  | RpYN06, 94.4 %, Rhinolophus pusillus, Mengla, Yunnan (récolté en mai 2020, publié en 2021)   |
|  |                                                                                              |

|  | RshSTT182, 92,6 %, Rhinolophus shameli, Stoeng Treng, Cambodge (récolté en 2010, publié en 2021) |
|  |                                                                                                  |
|  | RaTG13, 96,1 %, Rhinolophus affinis, Mojiang, Yunnan (récolté en 2013, publié en 2020)           |
|  |                                                                                                  |

|  | RmYN02, 93,3 %, Rhinolophus malayanus, Mengla, Yunnan (récolté en juin 2019, publié en 2020) |
|  |                                                                                              |
|  | RpYN06, 94.4 %, Rhinolophus pusillus, Mengla, Yunnan (récolté en mai 2020, publié en 2021)   |
|  |                                                                                              |

|  | RshSTT182, 92,6 %, Rhinolophus shameli, Stoeng Treng, Cambodge (récolté en 2010, publié en 2021) |
|  |                                                                                                  |
|  | RaTG13, 96,1 %, Rhinolophus affinis, Mojiang, Yunnan (récolté en 2013, publié en 2020)           |
|  |                                                                                                  |

|  | RmYN02, 93,3 %, Rhinolophus malayanus, Mengla, Yunnan (récolté en juin 2019, publié en 2020) |
|  |                                                                                              |
|  | RpYN06, 94.4 %, Rhinolophus pusillus, Mengla, Yunnan (récolté en mai 2020, publié en 2021)   |
|  |                                                                                              |

|  | RshSTT182, 92,6 %, Rhinolophus shameli, Stoeng Treng, Cambodge (récolté en 2010, publié en 2021) |
|  |                                                                                                  |
|  | RaTG13, 96,1 %, Rhinolophus affinis, Mojiang, Yunnan (récolté en 2013, publié en 2020)           |
|  |                                                                                                  |

|  | RmYN02, 93,3 %, Rhinolophus malayanus, Mengla, Yunnan (récolté en juin 2019, publié en 2020) |
|  |                                                                                              |
|  | RpYN06, 94.4 %, Rhinolophus pusillus, Mengla, Yunnan (récolté en mai 2020, publié en 2021)   |
|  |                                                                                              |

|  | RshSTT182, 92,6 %, Rhinolophus shameli, Stoeng Treng, Cambodge (récolté en 2010, publié en 2021) |
|  |                                                                                                  |
|  | RaTG13, 96,1 %, Rhinolophus affinis, Mojiang, Yunnan (récolté en 2013, publié en 2020)           |
|  |                                                                                                  |

|  | RmYN02, 93,3 %, Rhinolophus malayanus, Mengla, Yunnan (récolté en juin 2019, publié en 2020) |
|  |                                                                                              |
|  | RpYN06, 94.4 %, Rhinolophus pusillus, Mengla, Yunnan (récolté en mai 2020, publié en 2021)   |
|  |                                                                                              |

|  | RshSTT182, 92,6 %, Rhinolophus shameli, Stoeng Treng, Cambodge (récolté en 2010, publié en 2021) |
|  |                                                                                                  |
|  | RaTG13, 96,1 %, Rhinolophus affinis, Mojiang, Yunnan (récolté en 2013, publié en 2020)           |
|  |                                                                                                  |

|  | RmYN02, 93,3 %, Rhinolophus malayanus, Mengla, Yunnan (récolté en juin 2019, publié en 2020) |
|  |                                                                                              |
|  | RpYN06, 94.4 %, Rhinolophus pusillus, Mengla, Yunnan (récolté en mai 2020, publié en 2021)   |
|  |                                                                                              |

|  | RshSTT182, 92,6 %, Rhinolophus shameli, Stoeng Treng, Cambodge (récolté en 2010, publié en 2021) |
|  |                                                                                                  |
|  | RaTG13, 96,1 %, Rhinolophus affinis, Mojiang, Yunnan (récolté en 2013, publié en 2020)           |
|  |                                                                                                  |

|  | RmYN02, 93,3 %, Rhinolophus malayanus, Mengla, Yunnan (récolté en juin 2019, publié en 2020) |
|  |                                                                                              |
|  | RpYN06, 94.4 %, Rhinolophus pusillus, Mengla, Yunnan (récolté en mai 2020, publié en 2021)   |
|  |                                                                                              |

|  | RshSTT182, 92,6 %, Rhinolophus shameli, Stoeng Treng, Cambodge (récolté en 2010, publié en 2021) |
|  |                                                                                                  |
|  | RaTG13, 96,1 %, Rhinolophus affinis, Mojiang, Yunnan (récolté en 2013, publié en 2020)           |
|  |                                                                                                  |

|  | RmYN02, 93,3 %, Rhinolophus malayanus, Mengla, Yunnan (récolté en juin 2019, publié en 2020) |
|  |                                                                                              |
|  | RpYN06, 94.4 %, Rhinolophus pusillus, Mengla, Yunnan (récolté en mai 2020, publié en 2021)   |
|  |                                                                                              |

|  | RshSTT182, 92,6 %, Rhinolophus shameli, Stoeng Treng, Cambodge (récolté en 2010, publié en 2021) |
|  |                                                                                                  |
|  | RaTG13, 96,1 %, Rhinolophus affinis, Mojiang, Yunnan (récolté en 2013, publié en 2020)           |
|  |                                                                                                  |

|  | RmYN02, 93,3 %, Rhinolophus malayanus, Mengla, Yunnan (récolté en juin 2019, publié en 2020) |
|  |                                                                                              |
|  | RpYN06, 94.4 %, Rhinolophus pusillus, Mengla, Yunnan (récolté en mai 2020, publié en 2021)   |
|  |                                                                                              |

|  | RshSTT182, 92,6 %, Rhinolophus shameli, Stoeng Treng, Cambodge (récolté en 2010, publié en 2021) |
|  |                                                                                                  |
|  | RaTG13, 96,1 %, Rhinolophus affinis, Mojiang, Yunnan (récolté en 2013, publié en 2020)           |
|  |                                                                                                  |

|  | RmYN02, 93,3 %, Rhinolophus malayanus, Mengla, Yunnan (récolté en juin 2019, publié en 2020) |
|  |                                                                                              |
|  | RpYN06, 94.4 %, Rhinolophus pusillus, Mengla, Yunnan (récolté en mai 2020, publié en 2021)   |
|  |                                                                                              |

|  | RshSTT182, 92,6 %, Rhinolophus shameli, Stoeng Treng, Cambodge (récolté en 2010, publié en 2021) |
|  |                                                                                                  |
|  | RaTG13, 96,1 %, Rhinolophus affinis, Mojiang, Yunnan (récolté en 2013, publié en 2020)           |
|  |                                                                                                  |

|  | RmYN02, 93,3 %, Rhinolophus malayanus, Mengla, Yunnan (récolté en juin 2019, publié en 2020) |
|  |                                                                                              |
|  | RpYN06, 94.4 %, Rhinolophus pusillus, Mengla, Yunnan (récolté en mai 2020, publié en 2021)   |
|  |                                                                                              |

|  | RshSTT182, 92,6 %, Rhinolophus shameli, Stoeng Treng, Cambodge (récolté en 2010, publié en 2021) |
|  |                                                                                                  |
|  | RaTG13, 96,1 %, Rhinolophus affinis, Mojiang, Yunnan (récolté en 2013, publié en 2020)           |
|  |                                                                                                  |

|  | RmYN02, 93,3 %, Rhinolophus malayanus, Mengla, Yunnan (récolté en juin 2019, publié en 2020) |
|  |                                                                                              |
|  | RpYN06, 94.4 %, Rhinolophus pusillus, Mengla, Yunnan (récolté en mai 2020, publié en 2021)   |
|  |                                                                                              |

|  | RshSTT182, 92,6 %, Rhinolophus shameli, Stoeng Treng, Cambodge (récolté en 2010, publié en 2021) |
|  |                                                                                                  |
|  | RaTG13, 96,1 %, Rhinolophus affinis, Mojiang, Yunnan (récolté en 2013, publié en 2020)           |
|  |                                                                                                  |

|  | RmYN02, 93,3 %, Rhinolophus malayanus, Mengla, Yunnan (récolté en juin 2019, publié en 2020) |
|  |                                                                                              |
|  | RpYN06, 94.4 %, Rhinolophus pusillus, Mengla, Yunnan (récolté en mai 2020, publié en 2021)   |
|  |                                                                                              |

|  | RshSTT182, 92,6 %, Rhinolophus shameli, Stoeng Treng, Cambodge (récolté en 2010, publié en 2021) |
|  |                                                                                                  |
|  | RaTG13, 96,1 %, Rhinolophus affinis, Mojiang, Yunnan (récolté en 2013, publié en 2020)           |
|  |                                                                                                  |

|  | RmYN02, 93,3 %, Rhinolophus malayanus, Mengla, Yunnan (récolté en juin 2019, publié en 2020) |
|  |                                                                                              |
|  | RpYN06, 94.4 %, Rhinolophus pusillus, Mengla, Yunnan (récolté en mai 2020, publié en 2021)   |
|  |                                                                                              |

|  | RshSTT182, 92,6 %, Rhinolophus shameli, Stoeng Treng, Cambodge (récolté en 2010, publié en 2021) |
|  |                                                                                                  |
|  | RaTG13, 96,1 %, Rhinolophus affinis, Mojiang, Yunnan (récolté en 2013, publié en 2020)           |
|  |                                                                                                  |

|  | RmYN02, 93,3 %, Rhinolophus malayanus, Mengla, Yunnan (récolté en juin 2019, publié en 2020) |
|  |                                                                                              |
|  | RpYN06, 94.4 %, Rhinolophus pusillus, Mengla, Yunnan (récolté en mai 2020, publié en 2021)   |
|  |                                                                                              |

|  | RshSTT182, 92,6 %, Rhinolophus shameli, Stoeng Treng, Cambodge (récolté en 2010, publié en 2021) |
|  |                                                                                                  |
|  | RaTG13, 96,1 %, Rhinolophus affinis, Mojiang, Yunnan (récolté en 2013, publié en 2020)           |
|  |                                                                                                  |

|  | RmYN02, 93,3 %, Rhinolophus malayanus, Mengla, Yunnan (récolté en juin 2019, publié en 2020) |
|  |                                                                                              |
|  | RpYN06, 94.4 %, Rhinolophus pusillus, Mengla, Yunnan (récolté en mai 2020, publié en 2021)   |
|  |                                                                                              |

|  | RshSTT182, 92,6 %, Rhinolophus shameli, Stoeng Treng, Cambodge (récolté en 2010, publié en 2021) |
|  |                                                                                                  |
|  | RaTG13, 96,1 %, Rhinolophus affinis, Mojiang, Yunnan (récolté en 2013, publié en 2020)           |
|  |                                                                                                  |

|  | RmYN02, 93,3 %, Rhinolophus malayanus, Mengla, Yunnan (récolté en juin 2019, publié en 2020) |
|  |                                                                                              |
|  | RpYN06, 94.4 %, Rhinolophus pusillus, Mengla, Yunnan (récolté en mai 2020, publié en 2021)   |
|  |                                                                                              |

|  | RshSTT182, 92,6 %, Rhinolophus shameli, Stoeng Treng, Cambodge (récolté en 2010, publié en 2021) |
|  |                                                                                                  |
|  | RaTG13, 96,1 %, Rhinolophus affinis, Mojiang, Yunnan (récolté en 2013, publié en 2020)           |
|  |                                                                                                  |

|  | RmYN02, 93,3 %, Rhinolophus malayanus, Mengla, Yunnan (récolté en juin 2019, publié en 2020) |
|  |                                                                                              |
|  | RpYN06, 94.4 %, Rhinolophus pusillus, Mengla, Yunnan (récolté en mai 2020, publié en 2021)   |
|  |                                                                                              |

|  | RshSTT182, 92,6 %, Rhinolophus shameli, Stoeng Treng, Cambodge (récolté en 2010, publié en 2021) |
|  |                                                                                                  |
|  | RaTG13, 96,1 %, Rhinolophus affinis, Mojiang, Yunnan (récolté en 2013, publié en 2020)           |
|  |                                                                                                  |

|  | RmYN02, 93,3 %, Rhinolophus malayanus, Mengla, Yunnan (récolté en juin 2019, publié en 2020) |
|  |                                                                                              |
|  | RpYN06, 94.4 %, Rhinolophus pusillus, Mengla, Yunnan (récolté en mai 2020, publié en 2021)   |
|  |                                                                                              |

|  | RshSTT182, 92,6 %, Rhinolophus shameli, Stoeng Treng, Cambodge (récolté en 2010, publié en 2021) |
|  |                                                                                                  |
|  | RaTG13, 96,1 %, Rhinolophus affinis, Mojiang, Yunnan (récolté en 2013, publié en 2020)           |
|  |                                                                                                  |

|  | RmYN02, 93,3 %, Rhinolophus malayanus, Mengla, Yunnan (récolté en juin 2019, publié en 2020) |
|  |                                                                                              |
|  | RpYN06, 94.4 %, Rhinolophus pusillus, Mengla, Yunnan (récolté en mai 2020, publié en 2021)   |
|  |                                                                                              |

|  | RshSTT182, 92,6 %, Rhinolophus shameli, Stoeng Treng, Cambodge (récolté en 2010, publié en 2021) |
|  |                                                                                                  |
|  | RaTG13, 96,1 %, Rhinolophus affinis, Mojiang, Yunnan (récolté en 2013, publié en 2020)           |
|  |                                                                                                  |

|  | RmYN02, 93,3 %, Rhinolophus malayanus, Mengla, Yunnan (récolté en juin 2019, publié en 2020) |
|  |                                                                                              |
|  | RpYN06, 94.4 %, Rhinolophus pusillus, Mengla, Yunnan (récolté en mai 2020, publié en 2021)   |
|  |                                                                                              |

|  | RshSTT182, 92,6 %, Rhinolophus shameli, Stoeng Treng, Cambodge (récolté en 2010, publié en 2021) |
|  |                                                                                                  |
|  | RaTG13, 96,1 %, Rhinolophus affinis, Mojiang, Yunnan (récolté en 2013, publié en 2020)           |
|  |                                                                                                  |

|  | RmYN02, 93,3 %, Rhinolophus malayanus, Mengla, Yunnan (récolté en juin 2019, publié en 2020) |
|  |                                                                                              |
|  | RpYN06, 94.4 %, Rhinolophus pusillus, Mengla, Yunnan (récolté en mai 2020, publié en 2021)   |
|  |                                                                                              |

|  | RshSTT182, 92,6 %, Rhinolophus shameli, Stoeng Treng, Cambodge (récolté en 2010, publié en 2021) |
|  |                                                                                                  |
|  | RaTG13, 96,1 %, Rhinolophus affinis, Mojiang, Yunnan (récolté en 2013, publié en 2020)           |
|  |                                                                                                  |

|  | RmYN02, 93,3 %, Rhinolophus malayanus, Mengla, Yunnan (récolté en juin 2019, publié en 2020) |
|  |                                                                                              |
|  | RpYN06, 94.4 %, Rhinolophus pusillus, Mengla, Yunnan (récolté en mai 2020, publié en 2021)   |
|  |                                                                                              |

|  | RshSTT182, 92,6 %, Rhinolophus shameli, Stoeng Treng, Cambodge (récolté en 2010, publié en 2021) |
|  |                                                                                                  |
|  | RaTG13, 96,1 %, Rhinolophus affinis, Mojiang, Yunnan (récolté en 2013, publié en 2020)           |
|  |                                                                                                  |

|  | SL-ZXC21, 88 %, Rhinolophus pusillus, Zhoushan, Zhejiang (récolté en 2015, publié en 2018) |
|  |                                                                                            |
|  | SL-ZC45, 88 %, Rhinolophus pusillus, Zhoushan, Zhejiang (récolté en 2017, publié en 2018)  |
|  |                                                                                            |

|  | RmYN02, 93,3 %, Rhinolophus malayanus, Mengla, Yunnan (récolté en juin 2019, publié en 2020) |
|  |                                                                                              |
|  | RpYN06, 94.4 %, Rhinolophus pusillus, Mengla, Yunnan (récolté en mai 2020, publié en 2021)   |
|  |                                                                                              |

|  | RshSTT182, 92,6 %, Rhinolophus shameli, Stoeng Treng, Cambodge (récolté en 2010, publié en 2021) |
|  |                                                                                                  |
|  | RaTG13, 96,1 %, Rhinolophus affinis, Mojiang, Yunnan (récolté en 2013, publié en 2020)           |
|  |                                                                                                  |

|  | RmYN02, 93,3 %, Rhinolophus malayanus, Mengla, Yunnan (récolté en juin 2019, publié en 2020) |
|  |                                                                                              |
|  | RpYN06, 94.4 %, Rhinolophus pusillus, Mengla, Yunnan (récolté en mai 2020, publié en 2021)   |
|  |                                                                                              |

|  | RshSTT182, 92,6 %, Rhinolophus shameli, Stoeng Treng, Cambodge (récolté en 2010, publié en 2021) |
|  |                                                                                                  |
|  | RaTG13, 96,1 %, Rhinolophus affinis, Mojiang, Yunnan (récolté en 2013, publié en 2020)           |
|  |                                                                                                  |

|  | RmYN02, 93,3 %, Rhinolophus malayanus, Mengla, Yunnan (récolté en juin 2019, publié en 2020) |
|  |                                                                                              |
|  | RpYN06, 94.4 %, Rhinolophus pusillus, Mengla, Yunnan (récolté en mai 2020, publié en 2021)   |
|  |                                                                                              |

|  | RshSTT182, 92,6 %, Rhinolophus shameli, Stoeng Treng, Cambodge (récolté en 2010, publié en 2021) |
|  |                                                                                                  |
|  | RaTG13, 96,1 %, Rhinolophus affinis, Mojiang, Yunnan (récolté en 2013, publié en 2020)           |
|  |                                                                                                  |

|  | RmYN02, 93,3 %, Rhinolophus malayanus, Mengla, Yunnan (récolté en juin 2019, publié en 2020) |
|  |                                                                                              |
|  | RpYN06, 94.4 %, Rhinolophus pusillus, Mengla, Yunnan (récolté en mai 2020, publié en 2021)   |
|  |                                                                                              |

|  | RshSTT182, 92,6 %, Rhinolophus shameli, Stoeng Treng, Cambodge (récolté en 2010, publié en 2021) |
|  |                                                                                                  |
|  | RaTG13, 96,1 %, Rhinolophus affinis, Mojiang, Yunnan (récolté en 2013, publié en 2020)           |
|  |                                                                                                  |

|  | RmYN02, 93,3 %, Rhinolophus malayanus, Mengla, Yunnan (récolté en juin 2019, publié en 2020) |
|  |                                                                                              |
|  | RpYN06, 94.4 %, Rhinolophus pusillus, Mengla, Yunnan (récolté en mai 2020, publié en 2021)   |
|  |                                                                                              |

|  | RshSTT182, 92,6 %, Rhinolophus shameli, Stoeng Treng, Cambodge (récolté en 2010, publié en 2021) |
|  |                                                                                                  |
|  | RaTG13, 96,1 %, Rhinolophus affinis, Mojiang, Yunnan (récolté en 2013, publié en 2020)           |
|  |                                                                                                  |

|  | RmYN02, 93,3 %, Rhinolophus malayanus, Mengla, Yunnan (récolté en juin 2019, publié en 2020) |
|  |                                                                                              |
|  | RpYN06, 94.4 %, Rhinolophus pusillus, Mengla, Yunnan (récolté en mai 2020, publié en 2021)   |
|  |                                                                                              |

|  | RshSTT182, 92,6 %, Rhinolophus shameli, Stoeng Treng, Cambodge (récolté en 2010, publié en 2021) |
|  |                                                                                                  |
|  | RaTG13, 96,1 %, Rhinolophus affinis, Mojiang, Yunnan (récolté en 2013, publié en 2020)           |
|  |                                                                                                  |

|  | RmYN02, 93,3 %, Rhinolophus malayanus, Mengla, Yunnan (récolté en juin 2019, publié en 2020) |
|  |                                                                                              |
|  | RpYN06, 94.4 %, Rhinolophus pusillus, Mengla, Yunnan (récolté en mai 2020, publié en 2021)   |
|  |                                                                                              |

|  | RshSTT182, 92,6 %, Rhinolophus shameli, Stoeng Treng, Cambodge (récolté en 2010, publié en 2021) |
|  |                                                                                                  |
|  | RaTG13, 96,1 %, Rhinolophus affinis, Mojiang, Yunnan (récolté en 2013, publié en 2020)           |
|  |                                                                                                  |

|  | RmYN02, 93,3 %, Rhinolophus malayanus, Mengla, Yunnan (récolté en juin 2019, publié en 2020) |
|  |                                                                                              |
|  | RpYN06, 94.4 %, Rhinolophus pusillus, Mengla, Yunnan (récolté en mai 2020, publié en 2021)   |
|  |                                                                                              |

|  | RshSTT182, 92,6 %, Rhinolophus shameli, Stoeng Treng, Cambodge (récolté en 2010, publié en 2021) |
|  |                                                                                                  |
|  | RaTG13, 96,1 %, Rhinolophus affinis, Mojiang, Yunnan (récolté en 2013, publié en 2020)           |
|  |                                                                                                  |

|  | RmYN02, 93,3 %, Rhinolophus malayanus, Mengla, Yunnan (récolté en juin 2019, publié en 2020) |
|  |                                                                                              |
|  | RpYN06, 94.4 %, Rhinolophus pusillus, Mengla, Yunnan (récolté en mai 2020, publié en 2021)   |
|  |                                                                                              |

|  | RshSTT182, 92,6 %, Rhinolophus shameli, Stoeng Treng, Cambodge (récolté en 2010, publié en 2021) |
|  |                                                                                                  |
|  | RaTG13, 96,1 %, Rhinolophus affinis, Mojiang, Yunnan (récolté en 2013, publié en 2020)           |
|  |                                                                                                  |

|  | RmYN02, 93,3 %, Rhinolophus malayanus, Mengla, Yunnan (récolté en juin 2019, publié en 2020) |
|  |                                                                                              |
|  | RpYN06, 94.4 %, Rhinolophus pusillus, Mengla, Yunnan (récolté en mai 2020, publié en 2021)   |
|  |                                                                                              |

|  | RshSTT182, 92,6 %, Rhinolophus shameli, Stoeng Treng, Cambodge (récolté en 2010, publié en 2021) |
|  |                                                                                                  |
|  | RaTG13, 96,1 %, Rhinolophus affinis, Mojiang, Yunnan (récolté en 2013, publié en 2020)           |
|  |                                                                                                  |

|  | RmYN02, 93,3 %, Rhinolophus malayanus, Mengla, Yunnan (récolté en juin 2019, publié en 2020) |
|  |                                                                                              |
|  | RpYN06, 94.4 %, Rhinolophus pusillus, Mengla, Yunnan (récolté en mai 2020, publié en 2021)   |
|  |                                                                                              |

|  | RshSTT182, 92,6 %, Rhinolophus shameli, Stoeng Treng, Cambodge (récolté en 2010, publié en 2021) |
|  |                                                                                                  |
|  | RaTG13, 96,1 %, Rhinolophus affinis, Mojiang, Yunnan (récolté en 2013, publié en 2020)           |
|  |                                                                                                  |

|  | RmYN02, 93,3 %, Rhinolophus malayanus, Mengla, Yunnan (récolté en juin 2019, publié en 2020) |
|  |                                                                                              |
|  | RpYN06, 94.4 %, Rhinolophus pusillus, Mengla, Yunnan (récolté en mai 2020, publié en 2021)   |
|  |                                                                                              |

|  | RshSTT182, 92,6 %, Rhinolophus shameli, Stoeng Treng, Cambodge (récolté en 2010, publié en 2021) |
|  |                                                                                                  |
|  | RaTG13, 96,1 %, Rhinolophus affinis, Mojiang, Yunnan (récolté en 2013, publié en 2020)           |
|  |                                                                                                  |

|  | RmYN02, 93,3 %, Rhinolophus malayanus, Mengla, Yunnan (récolté en juin 2019, publié en 2020) |
|  |                                                                                              |
|  | RpYN06, 94.4 %, Rhinolophus pusillus, Mengla, Yunnan (récolté en mai 2020, publié en 2021)   |
|  |                                                                                              |

|  | RshSTT182, 92,6 %, Rhinolophus shameli, Stoeng Treng, Cambodge (récolté en 2010, publié en 2021) |
|  |                                                                                                  |
|  | RaTG13, 96,1 %, Rhinolophus affinis, Mojiang, Yunnan (récolté en 2013, publié en 2020)           |
|  |                                                                                                  |

|  | RmYN02, 93,3 %, Rhinolophus malayanus, Mengla, Yunnan (récolté en juin 2019, publié en 2020) |
|  |                                                                                              |
|  | RpYN06, 94.4 %, Rhinolophus pusillus, Mengla, Yunnan (récolté en mai 2020, publié en 2021)   |
|  |                                                                                              |

|  | RshSTT182, 92,6 %, Rhinolophus shameli, Stoeng Treng, Cambodge (récolté en 2010, publié en 2021) |
|  |                                                                                                  |
|  | RaTG13, 96,1 %, Rhinolophus affinis, Mojiang, Yunnan (récolté en 2013, publié en 2020)           |
|  |                                                                                                  |

|  | RmYN02, 93,3 %, Rhinolophus malayanus, Mengla, Yunnan (récolté en juin 2019, publié en 2020) |
|  |                                                                                              |
|  | RpYN06, 94.4 %, Rhinolophus pusillus, Mengla, Yunnan (récolté en mai 2020, publié en 2021)   |
|  |                                                                                              |

|  | RshSTT182, 92,6 %, Rhinolophus shameli, Stoeng Treng, Cambodge (récolté en 2010, publié en 2021) |
|  |                                                                                                  |
|  | RaTG13, 96,1 %, Rhinolophus affinis, Mojiang, Yunnan (récolté en 2013, publié en 2020)           |
|  |                                                                                                  |

|  | RmYN02, 93,3 %, Rhinolophus malayanus, Mengla, Yunnan (récolté en juin 2019, publié en 2020) |
|  |                                                                                              |
|  | RpYN06, 94.4 %, Rhinolophus pusillus, Mengla, Yunnan (récolté en mai 2020, publié en 2021)   |
|  |                                                                                              |

|  | RshSTT182, 92,6 %, Rhinolophus shameli, Stoeng Treng, Cambodge (récolté en 2010, publié en 2021) |
|  |                                                                                                  |
|  | RaTG13, 96,1 %, Rhinolophus affinis, Mojiang, Yunnan (récolté en 2013, publié en 2020)           |
|  |                                                                                                  |

|  | RmYN02, 93,3 %, Rhinolophus malayanus, Mengla, Yunnan (récolté en juin 2019, publié en 2020) |
|  |                                                                                              |
|  | RpYN06, 94.4 %, Rhinolophus pusillus, Mengla, Yunnan (récolté en mai 2020, publié en 2021)   |
|  |                                                                                              |

|  | RshSTT182, 92,6 %, Rhinolophus shameli, Stoeng Treng, Cambodge (récolté en 2010, publié en 2021) |
|  |                                                                                                  |
|  | RaTG13, 96,1 %, Rhinolophus affinis, Mojiang, Yunnan (récolté en 2013, publié en 2020)           |
|  |                                                                                                  |

|  | RmYN02, 93,3 %, Rhinolophus malayanus, Mengla, Yunnan (récolté en juin 2019, publié en 2020) |
|  |                                                                                              |
|  | RpYN06, 94.4 %, Rhinolophus pusillus, Mengla, Yunnan (récolté en mai 2020, publié en 2021)   |
|  |                                                                                              |

|  | RshSTT182, 92,6 %, Rhinolophus shameli, Stoeng Treng, Cambodge (récolté en 2010, publié en 2021) |
|  |                                                                                                  |
|  | RaTG13, 96,1 %, Rhinolophus affinis, Mojiang, Yunnan (récolté en 2013, publié en 2020)           |
|  |                                                                                                  |

|  | RmYN02, 93,3 %, Rhinolophus malayanus, Mengla, Yunnan (récolté en juin 2019, publié en 2020) |
|  |                                                                                              |
|  | RpYN06, 94.4 %, Rhinolophus pusillus, Mengla, Yunnan (récolté en mai 2020, publié en 2021)   |
|  |                                                                                              |

|  | RshSTT182, 92,6 %, Rhinolophus shameli, Stoeng Treng, Cambodge (récolté en 2010, publié en 2021) |
|  |                                                                                                  |
|  | RaTG13, 96,1 %, Rhinolophus affinis, Mojiang, Yunnan (récolté en 2013, publié en 2020)           |
|  |                                                                                                  |

|  | RmYN02, 93,3 %, Rhinolophus malayanus, Mengla, Yunnan (récolté en juin 2019, publié en 2020) |
|  |                                                                                              |
|  | RpYN06, 94.4 %, Rhinolophus pusillus, Mengla, Yunnan (récolté en mai 2020, publié en 2021)   |
|  |                                                                                              |

|  | RshSTT182, 92,6 %, Rhinolophus shameli, Stoeng Treng, Cambodge (récolté en 2010, publié en 2021) |
|  |                                                                                                  |
|  | RaTG13, 96,1 %, Rhinolophus affinis, Mojiang, Yunnan (récolté en 2013, publié en 2020)           |
|  |                                                                                                  |

|  | RmYN02, 93,3 %, Rhinolophus malayanus, Mengla, Yunnan (récolté en juin 2019, publié en 2020) |
|  |                                                                                              |
|  | RpYN06, 94.4 %, Rhinolophus pusillus, Mengla, Yunnan (récolté en mai 2020, publié en 2021)   |
|  |                                                                                              |

|  | RshSTT182, 92,6 %, Rhinolophus shameli, Stoeng Treng, Cambodge (récolté en 2010, publié en 2021) |
|  |                                                                                                  |
|  | RaTG13, 96,1 %, Rhinolophus affinis, Mojiang, Yunnan (récolté en 2013, publié en 2020)           |
|  |                                                                                                  |

|  | RmYN02, 93,3 %, Rhinolophus malayanus, Mengla, Yunnan (récolté en juin 2019, publié en 2020) |
|  |                                                                                              |
|  | RpYN06, 94.4 %, Rhinolophus pusillus, Mengla, Yunnan (récolté en mai 2020, publié en 2021)   |
|  |                                                                                              |

|  | RshSTT182, 92,6 %, Rhinolophus shameli, Stoeng Treng, Cambodge (récolté en 2010, publié en 2021) |
|  |                                                                                                  |
|  | RaTG13, 96,1 %, Rhinolophus affinis, Mojiang, Yunnan (récolté en 2013, publié en 2020)           |
|  |                                                                                                  |

|  | RmYN02, 93,3 %, Rhinolophus malayanus, Mengla, Yunnan (récolté en juin 2019, publié en 2020) |
|  |                                                                                              |
|  | RpYN06, 94.4 %, Rhinolophus pusillus, Mengla, Yunnan (récolté en mai 2020, publié en 2021)   |
|  |                                                                                              |

|  | RshSTT182, 92,6 %, Rhinolophus shameli, Stoeng Treng, Cambodge (récolté en 2010, publié en 2021) |
|  |                                                                                                  |
|  | RaTG13, 96,1 %, Rhinolophus affinis, Mojiang, Yunnan (récolté en 2013, publié en 2020)           |
|  |                                                                                                  |

|  | RmYN02, 93,3 %, Rhinolophus malayanus, Mengla, Yunnan (récolté en juin 2019, publié en 2020) |
|  |                                                                                              |
|  | RpYN06, 94.4 %, Rhinolophus pusillus, Mengla, Yunnan (récolté en mai 2020, publié en 2021)   |
|  |                                                                                              |

|  | RshSTT182, 92,6 %, Rhinolophus shameli, Stoeng Treng, Cambodge (récolté en 2010, publié en 2021) |
|  |                                                                                                  |
|  | RaTG13, 96,1 %, Rhinolophus affinis, Mojiang, Yunnan (récolté en 2013, publié en 2020)           |
|  |                                                                                                  |

|  | RmYN02, 93,3 %, Rhinolophus malayanus, Mengla, Yunnan (récolté en juin 2019, publié en 2020) |
|  |                                                                                              |
|  | RpYN06, 94.4 %, Rhinolophus pusillus, Mengla, Yunnan (récolté en mai 2020, publié en 2021)   |
|  |                                                                                              |

|  | RshSTT182, 92,6 %, Rhinolophus shameli, Stoeng Treng, Cambodge (récolté en 2010, publié en 2021) |
|  |                                                                                                  |
|  | RaTG13, 96,1 %, Rhinolophus affinis, Mojiang, Yunnan (récolté en 2013, publié en 2020)           |
|  |                                                                                                  |

|  | RmYN02, 93,3 %, Rhinolophus malayanus, Mengla, Yunnan (récolté en juin 2019, publié en 2020) |
|  |                                                                                              |
|  | RpYN06, 94.4 %, Rhinolophus pusillus, Mengla, Yunnan (récolté en mai 2020, publié en 2021)   |
|  |                                                                                              |

|  | RshSTT182, 92,6 %, Rhinolophus shameli, Stoeng Treng, Cambodge (récolté en 2010, publié en 2021) |
|  |                                                                                                  |
|  | RaTG13, 96,1 %, Rhinolophus affinis, Mojiang, Yunnan (récolté en 2013, publié en 2020)           |
|  |                                                                                                  |

|  | RmYN02, 93,3 %, Rhinolophus malayanus, Mengla, Yunnan (récolté en juin 2019, publié en 2020) |
|  |                                                                                              |
|  | RpYN06, 94.4 %, Rhinolophus pusillus, Mengla, Yunnan (récolté en mai 2020, publié en 2021)   |
|  |                                                                                              |

|  | RshSTT182, 92,6 %, Rhinolophus shameli, Stoeng Treng, Cambodge (récolté en 2010, publié en 2021) |
|  |                                                                                                  |
|  | RaTG13, 96,1 %, Rhinolophus affinis, Mojiang, Yunnan (récolté en 2013, publié en 2020)           |
|  |                                                                                                  |

|  | RmYN02, 93,3 %, Rhinolophus malayanus, Mengla, Yunnan (récolté en juin 2019, publié en 2020) |
|  |                                                                                              |
|  | RpYN06, 94.4 %, Rhinolophus pusillus, Mengla, Yunnan (récolté en mai 2020, publié en 2021)   |
|  |                                                                                              |

|  | RshSTT182, 92,6 %, Rhinolophus shameli, Stoeng Treng, Cambodge (récolté en 2010, publié en 2021) |
|  |                                                                                                  |
|  | RaTG13, 96,1 %, Rhinolophus affinis, Mojiang, Yunnan (récolté en 2013, publié en 2020)           |
|  |                                                                                                  |

|  | RmYN02, 93,3 %, Rhinolophus malayanus, Mengla, Yunnan (récolté en juin 2019, publié en 2020) |
|  |                                                                                              |
|  | RpYN06, 94.4 %, Rhinolophus pusillus, Mengla, Yunnan (récolté en mai 2020, publié en 2021)   |
|  |                                                                                              |

|  | RshSTT182, 92,6 %, Rhinolophus shameli, Stoeng Treng, Cambodge (récolté en 2010, publié en 2021) |
|  |                                                                                                  |
|  | RaTG13, 96,1 %, Rhinolophus affinis, Mojiang, Yunnan (récolté en 2013, publié en 2020)           |
|  |                                                                                                  |

|  | RmYN02, 93,3 %, Rhinolophus malayanus, Mengla, Yunnan (récolté en juin 2019, publié en 2020) |
|  |                                                                                              |
|  | RpYN06, 94.4 %, Rhinolophus pusillus, Mengla, Yunnan (récolté en mai 2020, publié en 2021)   |
|  |                                                                                              |

|  | RshSTT182, 92,6 %, Rhinolophus shameli, Stoeng Treng, Cambodge (récolté en 2010, publié en 2021) |
|  |                                                                                                  |
|  | RaTG13, 96,1 %, Rhinolophus affinis, Mojiang, Yunnan (récolté en 2013, publié en 2020)           |
|  |                                                                                                  |

|  | RmYN02, 93,3 %, Rhinolophus malayanus, Mengla, Yunnan (récolté en juin 2019, publié en 2020) |
|  |                                                                                              |
|  | RpYN06, 94.4 %, Rhinolophus pusillus, Mengla, Yunnan (récolté en mai 2020, publié en 2021)   |
|  |                                                                                              |

|  | RshSTT182, 92,6 %, Rhinolophus shameli, Stoeng Treng, Cambodge (récolté en 2010, publié en 2021) |
|  |                                                                                                  |
|  | RaTG13, 96,1 %, Rhinolophus affinis, Mojiang, Yunnan (récolté en 2013, publié en 2020)           |
|  |                                                                                                  |

|  | RmYN02, 93,3 %, Rhinolophus malayanus, Mengla, Yunnan (récolté en juin 2019, publié en 2020) |
|  |                                                                                              |
|  | RpYN06, 94.4 %, Rhinolophus pusillus, Mengla, Yunnan (récolté en mai 2020, publié en 2021)   |
|  |                                                                                              |

|  | RshSTT182, 92,6 %, Rhinolophus shameli, Stoeng Treng, Cambodge (récolté en 2010, publié en 2021) |
|  |                                                                                                  |
|  | RaTG13, 96,1 %, Rhinolophus affinis, Mojiang, Yunnan (récolté en 2013, publié en 2020)           |
|  |                                                                                                  |

|  | RmYN02, 93,3 %, Rhinolophus malayanus, Mengla, Yunnan (récolté en juin 2019, publié en 2020) |
|  |                                                                                              |
|  | RpYN06, 94.4 %, Rhinolophus pusillus, Mengla, Yunnan (récolté en mai 2020, publié en 2021)   |
|  |                                                                                              |

|  | RshSTT182, 92,6 %, Rhinolophus shameli, Stoeng Treng, Cambodge (récolté en 2010, publié en 2021) |
|  |                                                                                                  |
|  | RaTG13, 96,1 %, Rhinolophus affinis, Mojiang, Yunnan (récolté en 2013, publié en 2020)           |
|  |                                                                                                  |

|  | RmYN02, 93,3 %, Rhinolophus malayanus, Mengla, Yunnan (récolté en juin 2019, publié en 2020) |
|  |                                                                                              |
|  | RpYN06, 94.4 %, Rhinolophus pusillus, Mengla, Yunnan (récolté en mai 2020, publié en 2021)   |
|  |                                                                                              |

|  | RshSTT182, 92,6 %, Rhinolophus shameli, Stoeng Treng, Cambodge (récolté en 2010, publié en 2021) |
|  |                                                                                                  |
|  | RaTG13, 96,1 %, Rhinolophus affinis, Mojiang, Yunnan (récolté en 2013, publié en 2020)           |
|  |                                                                                                  |

|  | RmYN02, 93,3 %, Rhinolophus malayanus, Mengla, Yunnan (récolté en juin 2019, publié en 2020) |
|  |                                                                                              |
|  | RpYN06, 94.4 %, Rhinolophus pusillus, Mengla, Yunnan (récolté en mai 2020, publié en 2021)   |
|  |                                                                                              |

|  | RshSTT182, 92,6 %, Rhinolophus shameli, Stoeng Treng, Cambodge (récolté en 2010, publié en 2021) |
|  |                                                                                                  |
|  | RaTG13, 96,1 %, Rhinolophus affinis, Mojiang, Yunnan (récolté en 2013, publié en 2020)           |
|  |                                                                                                  |

|  | RmYN02, 93,3 %, Rhinolophus malayanus, Mengla, Yunnan (récolté en juin 2019, publié en 2020) |
|  |                                                                                              |
|  | RpYN06, 94.4 %, Rhinolophus pusillus, Mengla, Yunnan (récolté en mai 2020, publié en 2021)   |
|  |                                                                                              |

|  | RshSTT182, 92,6 %, Rhinolophus shameli, Stoeng Treng, Cambodge (récolté en 2010, publié en 2021) |
|  |                                                                                                  |
|  | RaTG13, 96,1 %, Rhinolophus affinis, Mojiang, Yunnan (récolté en 2013, publié en 2020)           |
|  |                                                                                                  |

|  | RmYN02, 93,3 %, Rhinolophus malayanus, Mengla, Yunnan (récolté en juin 2019, publié en 2020) |
|  |                                                                                              |
|  | RpYN06, 94.4 %, Rhinolophus pusillus, Mengla, Yunnan (récolté en mai 2020, publié en 2021)   |
|  |                                                                                              |

|  | RshSTT182, 92,6 %, Rhinolophus shameli, Stoeng Treng, Cambodge (récolté en 2010, publié en 2021) |
|  |                                                                                                  |
|  | RaTG13, 96,1 %, Rhinolophus affinis, Mojiang, Yunnan (récolté en 2013, publié en 2020)           |
|  |                                                                                                  |

|  | RmYN02, 93,3 %, Rhinolophus malayanus, Mengla, Yunnan (récolté en juin 2019, publié en 2020) |
|  |                                                                                              |
|  | RpYN06, 94.4 %, Rhinolophus pusillus, Mengla, Yunnan (récolté en mai 2020, publié en 2021)   |
|  |                                                                                              |

|  | RshSTT182, 92,6 %, Rhinolophus shameli, Stoeng Treng, Cambodge (récolté en 2010, publié en 2021) |
|  |                                                                                                  |
|  | RaTG13, 96,1 %, Rhinolophus affinis, Mojiang, Yunnan (récolté en 2013, publié en 2020)           |
|  |                                                                                                  |

|  | RmYN02, 93,3 %, Rhinolophus malayanus, Mengla, Yunnan (récolté en juin 2019, publié en 2020) |
|  |                                                                                              |
|  | RpYN06, 94.4 %, Rhinolophus pusillus, Mengla, Yunnan (récolté en mai 2020, publié en 2021)   |
|  |                                                                                              |

|  | RshSTT182, 92,6 %, Rhinolophus shameli, Stoeng Treng, Cambodge (récolté en 2010, publié en 2021) |
|  |                                                                                                  |
|  | RaTG13, 96,1 %, Rhinolophus affinis, Mojiang, Yunnan (récolté en 2013, publié en 2020)           |
|  |                                                                                                  |

|  | RmYN02, 93,3 %, Rhinolophus malayanus, Mengla, Yunnan (récolté en juin 2019, publié en 2020) |
|  |                                                                                              |
|  | RpYN06, 94.4 %, Rhinolophus pusillus, Mengla, Yunnan (récolté en mai 2020, publié en 2021)   |
|  |                                                                                              |

|  | RshSTT182, 92,6 %, Rhinolophus shameli, Stoeng Treng, Cambodge (récolté en 2010, publié en 2021) |
|  |                                                                                                  |
|  | RaTG13, 96,1 %, Rhinolophus affinis, Mojiang, Yunnan (récolté en 2013, publié en 2020)           |
|  |                                                                                                  |

|  | RmYN02, 93,3 %, Rhinolophus malayanus, Mengla, Yunnan (récolté en juin 2019, publié en 2020) |
|  |                                                                                              |
|  | RpYN06, 94.4 %, Rhinolophus pusillus, Mengla, Yunnan (récolté en mai 2020, publié en 2021)   |
|  |                                                                                              |

|  | RshSTT182, 92,6 %, Rhinolophus shameli, Stoeng Treng, Cambodge (récolté en 2010, publié en 2021) |
|  |                                                                                                  |
|  | RaTG13, 96,1 %, Rhinolophus affinis, Mojiang, Yunnan (récolté en 2013, publié en 2020)           |
|  |                                                                                                  |

|  | RmYN02, 93,3 %, Rhinolophus malayanus, Mengla, Yunnan (récolté en juin 2019, publié en 2020) |
|  |                                                                                              |
|  | RpYN06, 94.4 %, Rhinolophus pusillus, Mengla, Yunnan (récolté en mai 2020, publié en 2021)   |
|  |                                                                                              |

|  | RshSTT182, 92,6 %, Rhinolophus shameli, Stoeng Treng, Cambodge (récolté en 2010, publié en 2021) |
|  |                                                                                                  |
|  | RaTG13, 96,1 %, Rhinolophus affinis, Mojiang, Yunnan (récolté en 2013, publié en 2020)           |
|  |                                                                                                  |

|  | RmYN02, 93,3 %, Rhinolophus malayanus, Mengla, Yunnan (récolté en juin 2019, publié en 2020) |
|  |                                                                                              |
|  | RpYN06, 94.4 %, Rhinolophus pusillus, Mengla, Yunnan (récolté en mai 2020, publié en 2021)   |
|  |                                                                                              |

|  | RshSTT182, 92,6 %, Rhinolophus shameli, Stoeng Treng, Cambodge (récolté en 2010, publié en 2021) |
|  |                                                                                                  |
|  | RaTG13, 96,1 %, Rhinolophus affinis, Mojiang, Yunnan (récolté en 2013, publié en 2020)           |
|  |                                                                                                  |

|  | RmYN02, 93,3 %, Rhinolophus malayanus, Mengla, Yunnan (récolté en juin 2019, publié en 2020) |
|  |                                                                                              |
|  | RpYN06, 94.4 %, Rhinolophus pusillus, Mengla, Yunnan (récolté en mai 2020, publié en 2021)   |
|  |                                                                                              |

|  | RshSTT182, 92,6 %, Rhinolophus shameli, Stoeng Treng, Cambodge (récolté en 2010, publié en 2021) |
|  |                                                                                                  |
|  | RaTG13, 96,1 %, Rhinolophus affinis, Mojiang, Yunnan (récolté en 2013, publié en 2020)           |
|  |                                                                                                  |

|  | RmYN02, 93,3 %, Rhinolophus malayanus, Mengla, Yunnan (récolté en juin 2019, publié en 2020) |
|  |                                                                                              |
|  | RpYN06, 94.4 %, Rhinolophus pusillus, Mengla, Yunnan (récolté en mai 2020, publié en 2021)   |
|  |                                                                                              |

|  | RshSTT182, 92,6 %, Rhinolophus shameli, Stoeng Treng, Cambodge (récolté en 2010, publié en 2021) |
|  |                                                                                                  |
|  | RaTG13, 96,1 %, Rhinolophus affinis, Mojiang, Yunnan (récolté en 2013, publié en 2020)           |
|  |                                                                                                  |

|  | RmYN02, 93,3 %, Rhinolophus malayanus, Mengla, Yunnan (récolté en juin 2019, publié en 2020) |
|  |                                                                                              |
|  | RpYN06, 94.4 %, Rhinolophus pusillus, Mengla, Yunnan (récolté en mai 2020, publié en 2021)   |
|  |                                                                                              |

|  | RshSTT182, 92,6 %, Rhinolophus shameli, Stoeng Treng, Cambodge (récolté en 2010, publié en 2021) |
|  |                                                                                                  |
|  | RaTG13, 96,1 %, Rhinolophus affinis, Mojiang, Yunnan (récolté en 2013, publié en 2020)           |
|  |                                                                                                  |

|  | RmYN02, 93,3 %, Rhinolophus malayanus, Mengla, Yunnan (récolté en juin 2019, publié en 2020) |
|  |                                                                                              |
|  | RpYN06, 94.4 %, Rhinolophus pusillus, Mengla, Yunnan (récolté en mai 2020, publié en 2021)   |
|  |                                                                                              |

|  | RshSTT182, 92,6 %, Rhinolophus shameli, Stoeng Treng, Cambodge (récolté en 2010, publié en 2021) |
|  |                                                                                                  |
|  | RaTG13, 96,1 %, Rhinolophus affinis, Mojiang, Yunnan (récolté en 2013, publié en 2020)           |
|  |                                                                                                  |

|  | RmYN02, 93,3 %, Rhinolophus malayanus, Mengla, Yunnan (récolté en juin 2019, publié en 2020) |
|  |                                                                                              |
|  | RpYN06, 94.4 %, Rhinolophus pusillus, Mengla, Yunnan (récolté en mai 2020, publié en 2021)   |
|  |                                                                                              |

|  | RshSTT182, 92,6 %, Rhinolophus shameli, Stoeng Treng, Cambodge (récolté en 2010, publié en 2021) |
|  |                                                                                                  |
|  | RaTG13, 96,1 %, Rhinolophus affinis, Mojiang, Yunnan (récolté en 2013, publié en 2020)           |
|  |                                                                                                  |

|  | RmYN02, 93,3 %, Rhinolophus malayanus, Mengla, Yunnan (récolté en juin 2019, publié en 2020) |
|  |                                                                                              |
|  | RpYN06, 94.4 %, Rhinolophus pusillus, Mengla, Yunnan (récolté en mai 2020, publié en 2021)   |
|  |                                                                                              |

|  | RshSTT182, 92,6 %, Rhinolophus shameli, Stoeng Treng, Cambodge (récolté en 2010, publié en 2021) |
|  |                                                                                                  |
|  | RaTG13, 96,1 %, Rhinolophus affinis, Mojiang, Yunnan (récolté en 2013, publié en 2020)           |
|  |                                                                                                  |

|  | RmYN02, 93,3 %, Rhinolophus malayanus, Mengla, Yunnan (récolté en juin 2019, publié en 2020) |
|  |                                                                                              |
|  | RpYN06, 94.4 %, Rhinolophus pusillus, Mengla, Yunnan (récolté en mai 2020, publié en 2021)   |
|  |                                                                                              |

|  | RshSTT182, 92,6 %, Rhinolophus shameli, Stoeng Treng, Cambodge (récolté en 2010, publié en 2021) |
|  |                                                                                                  |
|  | RaTG13, 96,1 %, Rhinolophus affinis, Mojiang, Yunnan (récolté en 2013, publié en 2020)           |
|  |                                                                                                  |

|  | RmYN02, 93,3 %, Rhinolophus malayanus, Mengla, Yunnan (récolté en juin 2019, publié en 2020) |
|  |                                                                                              |
|  | RpYN06, 94.4 %, Rhinolophus pusillus, Mengla, Yunnan (récolté en mai 2020, publié en 2021)   |
|  |                                                                                              |

|  | RshSTT182, 92,6 %, Rhinolophus shameli, Stoeng Treng, Cambodge (récolté en 2010, publié en 2021) |
|  |                                                                                                  |
|  | RaTG13, 96,1 %, Rhinolophus affinis, Mojiang, Yunnan (récolté en 2013, publié en 2020)           |
|  |                                                                                                  |

|  | RmYN02, 93,3 %, Rhinolophus malayanus, Mengla, Yunnan (récolté en juin 2019, publié en 2020) |
|  |                                                                                              |
|  | RpYN06, 94.4 %, Rhinolophus pusillus, Mengla, Yunnan (récolté en mai 2020, publié en 2021)   |
|  |                                                                                              |

|  | RshSTT182, 92,6 %, Rhinolophus shameli, Stoeng Treng, Cambodge (récolté en 2010, publié en 2021) |
|  |                                                                                                  |
|  | RaTG13, 96,1 %, Rhinolophus affinis, Mojiang, Yunnan (récolté en 2013, publié en 2020)           |
|  |                                                                                                  |

|  | RmYN02, 93,3 %, Rhinolophus malayanus, Mengla, Yunnan (récolté en juin 2019, publié en 2020) |
|  |                                                                                              |
|  | RpYN06, 94.4 %, Rhinolophus pusillus, Mengla, Yunnan (récolté en mai 2020, publié en 2021)   |
|  |                                                                                              |

|  | RshSTT182, 92,6 %, Rhinolophus shameli, Stoeng Treng, Cambodge (récolté en 2010, publié en 2021) |
|  |                                                                                                  |
|  | RaTG13, 96,1 %, Rhinolophus affinis, Mojiang, Yunnan (récolté en 2013, publié en 2020)           |
|  |                                                                                                  |

|  | RmYN02, 93,3 %, Rhinolophus malayanus, Mengla, Yunnan (récolté en juin 2019, publié en 2020) |
|  |                                                                                              |
|  | RpYN06, 94.4 %, Rhinolophus pusillus, Mengla, Yunnan (récolté en mai 2020, publié en 2021)   |
|  |                                                                                              |

|  | RshSTT182, 92,6 %, Rhinolophus shameli, Stoeng Treng, Cambodge (récolté en 2010, publié en 2021) |
|  |                                                                                                  |
|  | RaTG13, 96,1 %, Rhinolophus affinis, Mojiang, Yunnan (récolté en 2013, publié en 2020)           |
|  |                                                                                                  |

|  | RmYN02, 93,3 %, Rhinolophus malayanus, Mengla, Yunnan (récolté en juin 2019, publié en 2020) |
|  |                                                                                              |
|  | RpYN06, 94.4 %, Rhinolophus pusillus, Mengla, Yunnan (récolté en mai 2020, publié en 2021)   |
|  |                                                                                              |

|  | RshSTT182, 92,6 %, Rhinolophus shameli, Stoeng Treng, Cambodge (récolté en 2010, publié en 2021) |
|  |                                                                                                  |
|  | RaTG13, 96,1 %, Rhinolophus affinis, Mojiang, Yunnan (récolté en 2013, publié en 2020)           |
|  |                                                                                                  |

|  | RmYN02, 93,3 %, Rhinolophus malayanus, Mengla, Yunnan (récolté en juin 2019, publié en 2020) |
|  |                                                                                              |
|  | RpYN06, 94.4 %, Rhinolophus pusillus, Mengla, Yunnan (récolté en mai 2020, publié en 2021)   |
|  |                                                                                              |

|  | RshSTT182, 92,6 %, Rhinolophus shameli, Stoeng Treng, Cambodge (récolté en 2010, publié en 2021) |
|  |                                                                                                  |
|  | RaTG13, 96,1 %, Rhinolophus affinis, Mojiang, Yunnan (récolté en 2013, publié en 2020)           |
|  |                                                                                                  |

|  | RmYN02, 93,3 %, Rhinolophus malayanus, Mengla, Yunnan (récolté en juin 2019, publié en 2020) |
|  |                                                                                              |
|  | RpYN06, 94.4 %, Rhinolophus pusillus, Mengla, Yunnan (récolté en mai 2020, publié en 2021)   |
|  |                                                                                              |

|  | RshSTT182, 92,6 %, Rhinolophus shameli, Stoeng Treng, Cambodge (récolté en 2010, publié en 2021) |
|  |                                                                                                  |
|  | RaTG13, 96,1 %, Rhinolophus affinis, Mojiang, Yunnan (récolté en 2013, publié en 2020)           |
|  |                                                                                                  |

|  | RmYN02, 93,3 %, Rhinolophus malayanus, Mengla, Yunnan (récolté en juin 2019, publié en 2020) |
|  |                                                                                              |
|  | RpYN06, 94.4 %, Rhinolophus pusillus, Mengla, Yunnan (récolté en mai 2020, publié en 2021)   |
|  |                                                                                              |

|  | RshSTT182, 92,6 %, Rhinolophus shameli, Stoeng Treng, Cambodge (récolté en 2010, publié en 2021) |
|  |                                                                                                  |
|  | RaTG13, 96,1 %, Rhinolophus affinis, Mojiang, Yunnan (récolté en 2013, publié en 2020)           |
|  |                                                                                                  |

|  | RmYN02, 93,3 %, Rhinolophus malayanus, Mengla, Yunnan (récolté en juin 2019, publié en 2020) |
|  |                                                                                              |
|  | RpYN06, 94.4 %, Rhinolophus pusillus, Mengla, Yunnan (récolté en mai 2020, publié en 2021)   |
|  |                                                                                              |

|  | RshSTT182, 92,6 %, Rhinolophus shameli, Stoeng Treng, Cambodge (récolté en 2010, publié en 2021) |
|  |                                                                                                  |
|  | RaTG13, 96,1 %, Rhinolophus affinis, Mojiang, Yunnan (récolté en 2013, publié en 2020)           |
|  |                                                                                                  |

|  | RmYN02, 93,3 %, Rhinolophus malayanus, Mengla, Yunnan (récolté en juin 2019, publié en 2020) |
|  |                                                                                              |
|  | RpYN06, 94.4 %, Rhinolophus pusillus, Mengla, Yunnan (récolté en mai 2020, publié en 2021)   |
|  |                                                                                              |

|  | RshSTT182, 92,6 %, Rhinolophus shameli, Stoeng Treng, Cambodge (récolté en 2010, publié en 2021) |
|  |                                                                                                  |
|  | RaTG13, 96,1 %, Rhinolophus affinis, Mojiang, Yunnan (récolté en 2013, publié en 2020)           |
|  |                                                                                                  |

|  | RmYN02, 93,3 %, Rhinolophus malayanus, Mengla, Yunnan (récolté en juin 2019, publié en 2020) |
|  |                                                                                              |
|  | RpYN06, 94.4 %, Rhinolophus pusillus, Mengla, Yunnan (récolté en mai 2020, publié en 2021)   |
|  |                                                                                              |

|  | RshSTT182, 92,6 %, Rhinolophus shameli, Stoeng Treng, Cambodge (récolté en 2010, publié en 2021) |
|  |                                                                                                  |
|  | RaTG13, 96,1 %, Rhinolophus affinis, Mojiang, Yunnan (récolté en 2013, publié en 2020)           |
|  |                                                                                                  |

|  | RmYN02, 93,3 %, Rhinolophus malayanus, Mengla, Yunnan (récolté en juin 2019, publié en 2020) |
|  |                                                                                              |
|  | RpYN06, 94.4 %, Rhinolophus pusillus, Mengla, Yunnan (récolté en mai 2020, publié en 2021)   |
|  |                                                                                              |

|  | RshSTT182, 92,6 %, Rhinolophus shameli, Stoeng Treng, Cambodge (récolté en 2010, publié en 2021) |
|  |                                                                                                  |
|  | RaTG13, 96,1 %, Rhinolophus affinis, Mojiang, Yunnan (récolté en 2013, publié en 2020)           |
|  |                                                                                                  |

|  | RmYN02, 93,3 %, Rhinolophus malayanus, Mengla, Yunnan (récolté en juin 2019, publié en 2020) |
|  |                                                                                              |
|  | RpYN06, 94.4 %, Rhinolophus pusillus, Mengla, Yunnan (récolté en mai 2020, publié en 2021)   |
|  |                                                                                              |

|  | RshSTT182, 92,6 %, Rhinolophus shameli, Stoeng Treng, Cambodge (récolté en 2010, publié en 2021) |
|  |                                                                                                  |
|  | RaTG13, 96,1 %, Rhinolophus affinis, Mojiang, Yunnan (récolté en 2013, publié en 2020)           |
|  |                                                                                                  |

|  | RmYN02, 93,3 %, Rhinolophus malayanus, Mengla, Yunnan (récolté en juin 2019, publié en 2020) |
|  |                                                                                              |
|  | RpYN06, 94.4 %, Rhinolophus pusillus, Mengla, Yunnan (récolté en mai 2020, publié en 2021)   |
|  |                                                                                              |

|  | RshSTT182, 92,6 %, Rhinolophus shameli, Stoeng Treng, Cambodge (récolté en 2010, publié en 2021) |
|  |                                                                                                  |
|  | RaTG13, 96,1 %, Rhinolophus affinis, Mojiang, Yunnan (récolté en 2013, publié en 2020)           |
|  |                                                                                                  |

- Animal hôte :
- chauve-souris
- pangolin
- humain